# Československé legie v Rusku
Československé legie v Rusku je označení pro jednotky československých legií, tj. dobrovolnických jednotek Čechů a Slováků za první světové války, utvořené v letech 1916–1918 na území Ruského impéria. Jejich předchůdcem byla Česká družina, jednotka vytvořená z českých a slovenských krajanů na Rusi. Síly postupně etablované v armádní sbor, podléhající velení československého zahraničního odboje, se zapojily do bojů nejdříve proti rakousko-uherské a německé armádě na Ukrajině a poté spolu s Bílou armádou a zahraničními interventy proti Rudé armádě. Následně pak naprostá většina byla nucena absolvovat tzv. Sibiřskou anabázi, tj. obsazení klíčových úseků Transsibiřské magistrály a stažení se do mezitím vzniknuvšího Československa přes přístav ve Vladivostoku a následně námořní cestou do Evropy.
Československé vojsko na Rusi tvořily tři divize, jejichž jádrem bylo 12 pluků střeleckých, dva pluky jízdní a několik dělostřeleckých baterií, což představovalo počet přes 70 000 osob.

## Historie

### Česká družina

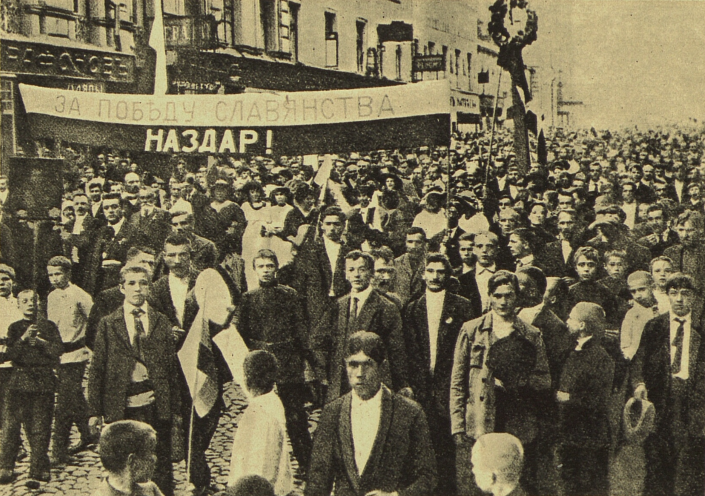
Protirakouská manifestace Čechoslováků v Tverské ulici v Moskvě, srpen 1914

S vypuknutím první světové války se pak ruští Češi ocitli ve složité situaci, protože většina z nich byla občany nepřátelského státu, Rakouska-Uherska. Již od prvních dnů války probíhaly v ruských a ukrajinských městech demonstrace českých a slovenských krajanů na znamení loajality k Rusku a Srbsku, 3. srpna 1914 byl pak navržen projekt převodu příslušníků české komunity k ruskému občanství. 6. srpna došlo v Petrohradě ke vzniku Komitétu pro pomoc obětem války, jehož předsedou byl zvolen petrohradský obchodník Bohumil Čermák. Spolek zaměřený primárně na pomoc rakousko-uherské armády v ruském zajetí začal zároveň provádět přípravy na formování jednotek Čechů a Slováků bojujících za vznik vlastního národního státu, zprocesoval také memorandum českých krajanů ruské vládě z druhé poloviny srpna roku 1914.
Následná koordinace s dalšími krajanskými centry zajistila vznik České družiny, dobrovolnického praporu českých a slovenských vojáků z řad krajanů v ruské armádě, formovaného od srpna 1914 v Kyjevě. 28. září zde proběhlo slavnostní přibití a vysvěcení jejího praporu, spravovaného nejstarším členem jednotky, Jaroslavem Heydukem, a již v říjnu 1914 odešla na frontu, kde se jako součást 3. armády generála Radko-Dmitrijeva zúčastnila bitvy o Halič. V rámci ruské armády zpočátku působila výhradně pod velením ruských důstojníků. Od března 1915 povolil vrchní velitel ruské armády, velkovévoda Nikolaj Nikolajevič, přijímat do jednotky také Čechy a Slováky z řad zajatců a přeběhlíků - bývalých vojáků rakousko-uherské armády. Výsledkem bylo, že do konce roku 1915 byla Česká družina, tehdy pod velením Vjačeslava Platonoviče Trojanova přeměněna v 1. střelecký pluk Svatého Václava, který následně dosáhl počtu asi 2100 mužů. Ten byl později, v roce 1917, na popud plukovníka Konstantina Mamontova, při návštěvě T. G. Masaryka, byl pluk přejmenován na 1. československý střelecký pluk Mistra Jana Husi.

### Čs. střelecký pluk
Roku 1915 byl pak vytvořen Svaz československých spolků na Rusi mající za cíl sjednotit české a slovenské krajany v Rusku v podpoře aktivit exilové skupiny Tomáše Garrigue Masaryka, Edvarda Beneše a Milana Rastislava Štefánika zasazujících se o vznik samostatného Československa. Organizace vedená Bohumilem Čermákem koordinovala krajanská centra v Petrohradě, Moskvě, Varšavě a Kyjevě, zároveň začala vydávat vlastní časopis Čechoslovák, jehož byl Čermák vydavatelem a redaktorem, v listu působil mj. též novinář a pozdější diplomat Bohdan Pavlů a historik Jiří Klecanda. Časopis publikoval také náborové texty a jazykové příručky určené Čechům a Slovákům v ruském zajetí. Jeho tvůrci byli stoupenci tzv. petrohradského ideového směru, který odmítal panslavistické myšlenky a nechtěl se s podporou při vzniku státu opírat o politicky nestabilní carské Rusko, které se s pokračující válkou navíc začínalo hospodářsky hroutit. V tomto ohledu se rozcházel s pojetím Josefa Düricha, poslance Říšské rady a jedné z ústředních postav československé komunity v Kyjevě.
V únoru 1916 vznikla v Paříži Československá národní rada (ČSNR). Její představitelé (Masaryk, Dürich, Štefánik, Beneš) aktivně usilovali o získání souhlasu států Dohody k vytvoření samostatné dobrovolnické československé armády. V té době byla již rada koordinována s vedením všech čs. vojenských formací, působících proti Ústředním mocnostem na východní i západní frontě. Na jaře 1916 byl v ruské armádě zformován 2. československý střelecký pluk Jana Žižky. V polovině dubna již generál Alekseev povolil vytvoření střelecké brigády a do konce roku 1916 tak pod velením plukovníka V. P. Trojanova vznikla Československá střelecká brigáda, sestávající ze tří pluků čítajících asi 3 a půl tisíce nižších a vyšších důstojníků. Únorová revoluce postoj ruské vlády k československým dobrovolníkům (legionářům) nezměnila, naopak jejich podpora ruskému válečnému úsilí byla vítána. ČSNR vytvořila v Rusku vlastní pobočku, která byla ruskou prozatímní vládou uznána za jediného zástupce Čechů a Slováků v Rusku.

### Bitva u Zborova

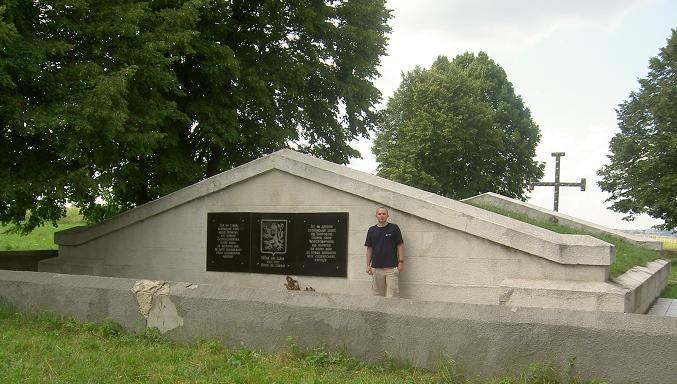
Památník ve Zborově

V červnové ofenzivě ruské armády v Haliči, které se československá brigáda poprvé účastnila jako samostatná operační jednotka, prorazila frontu v oblasti Zborova a dosáhla významného strategického i bojového vítězství. Legie vzaly mj. asi 6 000 zajatců a ukořistili 15 děl, ztratily pak až 150 padlých a až 1 000 zraněných z 5 000, kteří byli v jejich řadách. Vstup československých jednotek do bitvy šokoval rakousko-uherské velení a jednotky 9. rakousko-uherského sboru byly téže noci staženy do zálohy a nahrazeny 51. německým sborem. Za tento úspěch byl velitel brigády povýšen na generálmajora. Na základě posílení pocitu loajality zrušila ruská vláda na naléhání předsedy Československé národní rady profesora T. G. Masaryka, který od 15. května 1917 legie v Rusku organizoval, omezení při vytváření československých jednotek a legií nový vrchní velitel generál L. G. Kornilov 4. července 1917 rozhodl o zahájení formování 2. divize. V rychlém spádu byly zorganizovány pěší pluky č. 5. Pražský, 6. Hanácký, 7. Tatranský, 8. Slezský, dále dvě ženijní roty a dvě dělostřelecké brigády.
Dne 26. září 1917 podepsal náčelník štábu vrchního velitele generál N. N. Duchonin rozkaz k vytvoření samostatného československého sboru dvou divizí a záložní brigády jako součásti ruské armády. Koncem roku 1917 bylo v Rusku 38 500 dobrovolníků v legiích (ve dvou divizích o osmi pěších a dvou jízdních plucích, po Zborovu počínajíc 4. Prokopa Velikého na doplnění 1. divize a 5. plukem pražským T. G. Masaryka, již ve druhé divizi) a přes 60 tisíc v zajateckých táborech ve spolcích, které Masaryk organizoval jako rezervu legií (základ 3. divize). K 1. československé divizi patřil také Kornilovův přepadový pluk, přejmenovaný na Slovanský pluk. neboť se skládal také z Čechů, Slováků a Jugoslávců. Ve všech částech sboru byly zavedeny francouzské vojenské disciplinární předpisy a zaveden ruský velitelský jazyk. Na žádost Československé národní rady (ČSN) a Masaryka osobně byli do čela sboru postaveni ruští generálové: velitel generálmajor Vladimír Nikolajevič Šokorov a náčelník štábu generálmajor Michail Konstantinovič Ditěrichs. Pověřenými zástupci ČSNR u sboru se stali Prokop Maxa a Jiří Klecanda. Stávajícím velením ruské armády byl Masaryk považován za jejich nejvyššího velitele. Jako přítel všeho moderního podpořil Masaryk v legiích též vznik letecké školy, mj. za přispění letce Vlastimila Fialy, z níž se po válce vyvinula Masarykova letecká liga. Letadla většinou nenesla bomby ani kulomety, měla jen ruční zbraně a byla používána při přesunu a boji zejména k průzkumným účelům.

### Říjnová revoluce
Říjnová revoluce v roce 1917 a mírová jednání zahájená sovětskou vládou s ústředními mocnostmi postavila ČSNS do obtížné pozice. Po obdržení zprávy o vítězství ozbrojeného povstání bolševiků v Petrohradě vyhlásilo její vedení bezpodmínečnou podporu Prozatímní vládě a uzavřelo dohodu s velením Kyjevského vojenského okruhu a Jihozápadního frontu o postupu pro použití československých jednotek, která na jedné straně potvrzovala nevměšování se legií do ozbrojených ruských vnitrostátních střetů, na straně druhé hlásala jejich přání pokračovat v boji proti mocnostem Trojspolku. Ve dnech 9. až 13. listopadu 1917 spolu s kadety z kyjevských vojenských škol obsadila část 1. divize (2. pluk Jiřího z Poděbrad) prakticky bez boje k potlačení bolševických nepokojů Kyjev, byla však na základě tohoto rozhodnutí odvolána a nedlouho nato pak zavládlo příměří. Při bojích před Kresčatikem však zahynul poručík Hrdina.

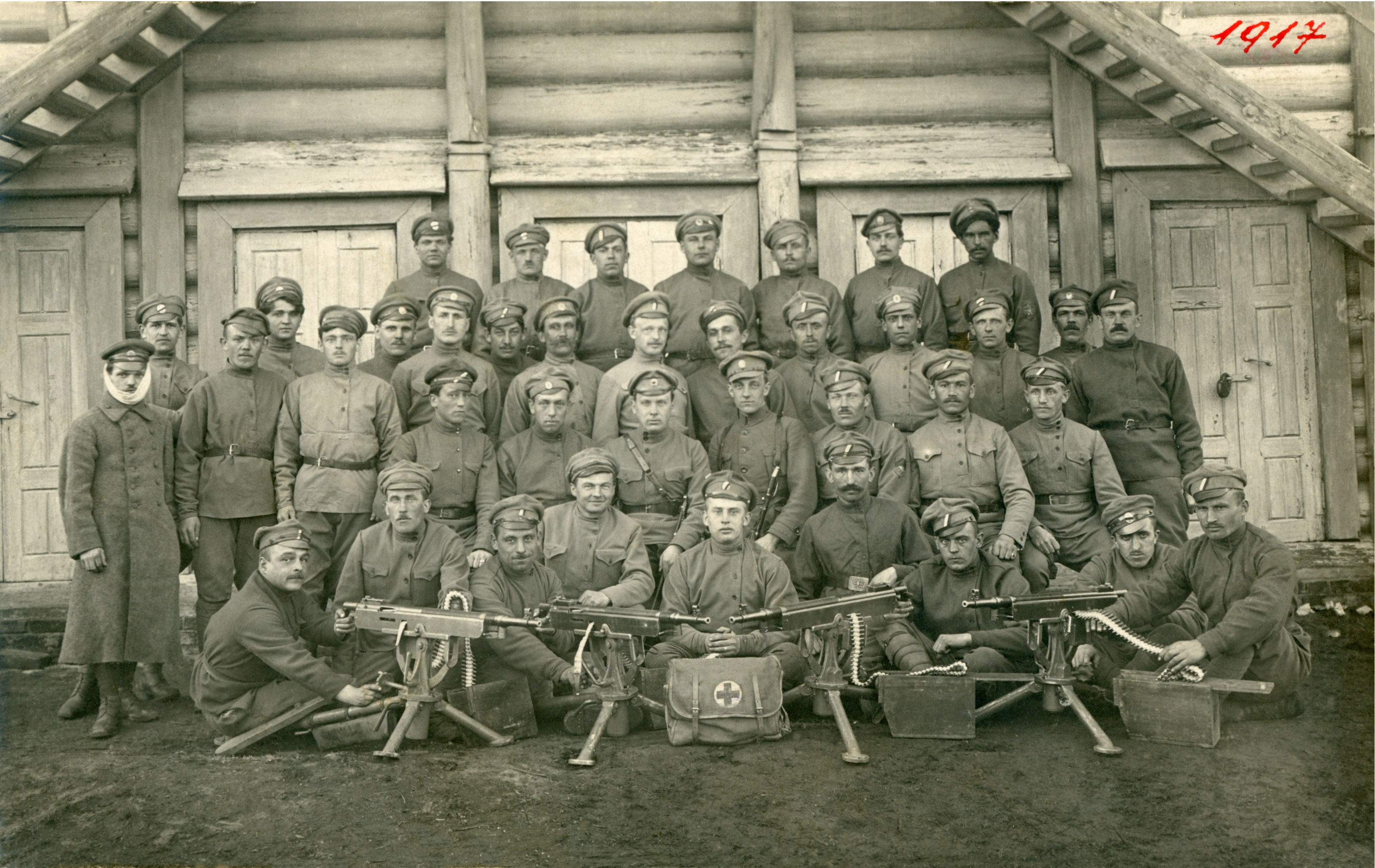
Československé legie, 2. divize, jednotka 6. střeleckého pluku, 1917

Mezitím ČSNR požádala francouzskou vládu a francouzského prezidenta Raymonda Poincarého, aby uznali všechny československé vojenské formace jako součást francouzské armády. Po kolapsu ruské státní moci mohly jednotky pokračovat v boji za nezávislost na Rakousko-Uhersku. V témže roce 1917 byly společným rozhodnutím francouzské vlády a ČSNR ve Francii vytvořeny Československé legie a ČSNR uznána jako jediný a nejvyšší orgán všech československých vojenských útvarů na straně Dohody. Na základě výnosu francouzské vlády z 19. prosince 1917 o organizaci autonomní československé armády ve Francii byl československý sbor v Rusku formálně podřízen francouzskému velení a dostával instrukce z Francie.
Během rozvíjející se ofenzívy sovětských vojsk na Kyjev se bolševici dostali do kontaktu s jednotkami 2. československé divize, která byla ve formaci u Kyjeva, a Masaryk uzavřel s vrchním velitelem M. A. Muravyovem dohodu o neutralitě. 26. ledna (8. února) dobyla sovětská vojska Kyjev a nastolila zde sovětskou moc. 16. února Muravyov informoval Masaryka, že vláda sovětského Ruska nemá žádné námitky proti odchodu Čechoslováků do Francie. Masaryk opustil legionáře na Rusi v den svých 68. narozenin 7. března 1918 odjezdem vlakem z Moskvy a následně se vydal na strastiplnou cestu přes transsibiřskou magistrálu lazaretním vlakem a stal se zdejším kvartýrmajstrem legionářů až do Vladivostoku. Velitelem druhé divize byl jmenován ruský generál Petr N. Podhájecký.
Desítky tisíc legionářů se však do Francie mohli dostat pouze přes území Ruska, kde se v té době všude etablovala sovětská moc. Aby nedošlo k narušení vztahů se sovětskou vládou Ruska, Československá národní rada se kategoricky zdržela jakéhokoli zásahu proti ní, a proto odmítla pomoc ruské Ústřední radě v boji proti sovětským jednotkám.

### Bitva u Bachmače a Brestlitevský mír

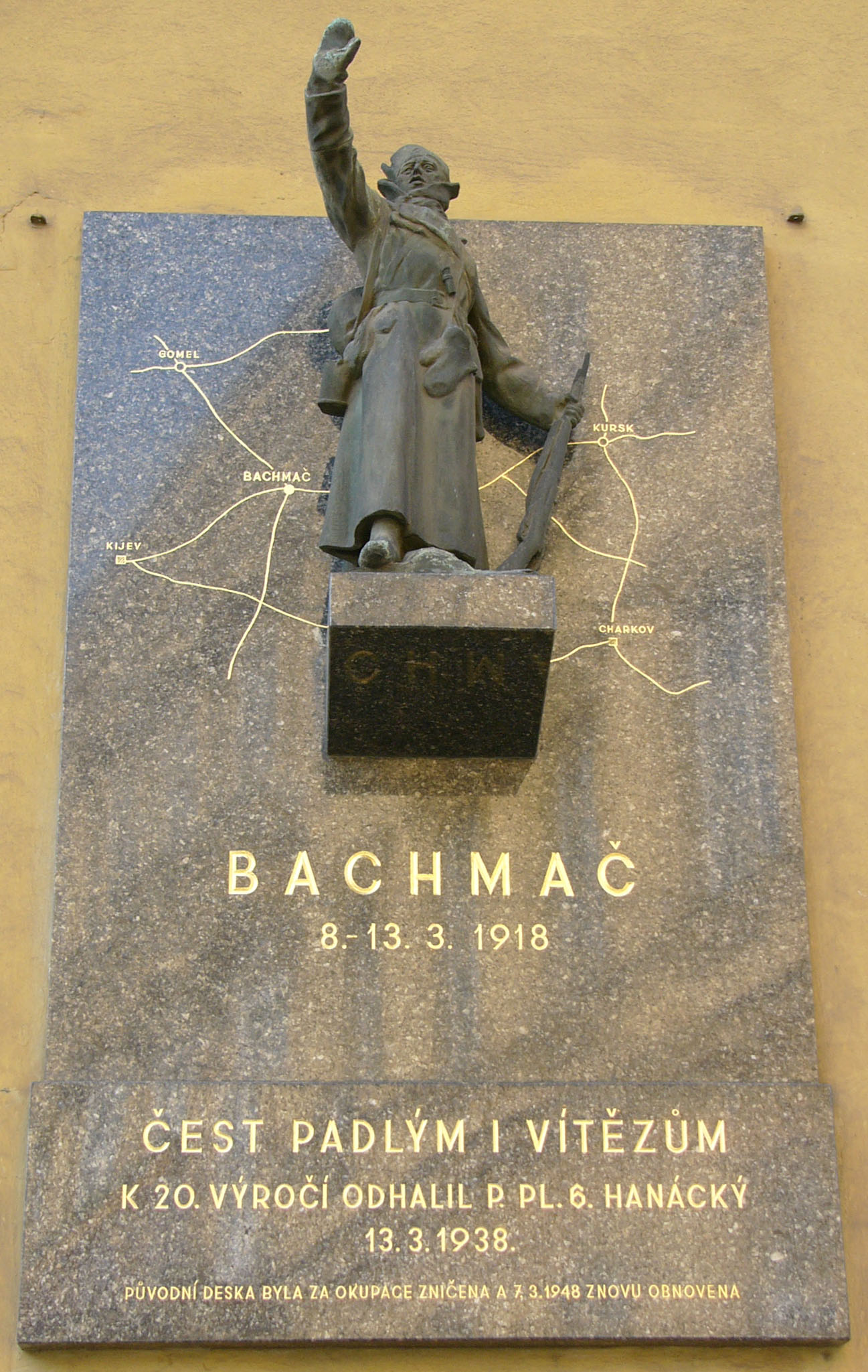
Pamětní deska bitvy u Bachmače v Olomouci

Po vstupu německo-rakouských vojsk na území Ukrajiny 18. února 1918 požádaly ustupující Petljurovy pluky československé legionáře o pomoc. Tak došlo mezi Němci a legionáři ke krvavým bojům u Doče, kde se vyznamenali pozdější českoslovenští generálové Eduard Kadlec a Jaroslav Červinka starší, kapitán Jungr a zejména pozdější generál Stanislav Čeček, který v bitvě u Bachmače Němce porazil a donutil je uzavřít s legionáři příměří, pro volný průjezd československých ešalonů (vojenských vlaků) bachmačským železničním uzlem. V boji o Doč se vyznamenala rovněž kulometná rota Colt z „Hanáckého“ 6. střeleckého pluku. Bolševici, zejména velmi mladí a v boji nezkušení chlapci, leckdy dokonce stříleli omylem do vlastních řad. K československým dvěma obrněným vlakům přidali proti Němcům jeden broněvik (obrněný vlak). Jen tak bylo možno poškodit most přes řeku Desnu a zabránit tak Němcům ve vstupu do bachmačského železničního uzlu, kde v klidu projížděly československé ešalony na Sibiřskou magistrálu k Čeljabinsku a Penze. V blízkosti Žytomyru museli legionáři od 7. do 14. března bojovat společně s bolševiky, aby společně zadrželi nápor německých divizí, aby zajistily evakuaci svých jednotek.

3. března 1918 uzavřely Ústřední mocnosti s bolševiky v Brestu Litevském tzv. Brestlitevský mír. V něm se bolševici mimo jiné zavázali nestrpět na svém území vojenské oddíly nepřátelské ústředním mocnostem, což se týkalo i Československých legií. Legie opustily Ukrajinu, jelikož ukrajinská vláda povolila ze strachu před bolševiky obsadit své území německou armádou. Ovšem už v této době obsadil Ukrajinu bolševický velitel Muravjev. Legie se měly přepravit tzv. "severní cestou" přes Archangelsk a Murmansk do Francie. Ovšem nakonec, po čtyřměsíčním čekání, mrznutí a hladovění, odpluly jen dva transporty (celkem okolo 2000 mužů). První transport vedený Ing. Otakarem Husákem odplul 15. října 1917. Potom přístavy zamrzly, nebyly lodě a na severu chyběly zásoby. Panovaly obavy, aby legie nepotkal osud Srbských legií, které byly odzbrojeny a zajaty, internovány do Kazaně a osvobozeny teprve s příchodem československých legionářů na Volhu. V této situaci T. G. Masaryk změnil plán a rozhodl o odsunu vojsk po magistrále a dále kolem světa až na bojiště do Francie.

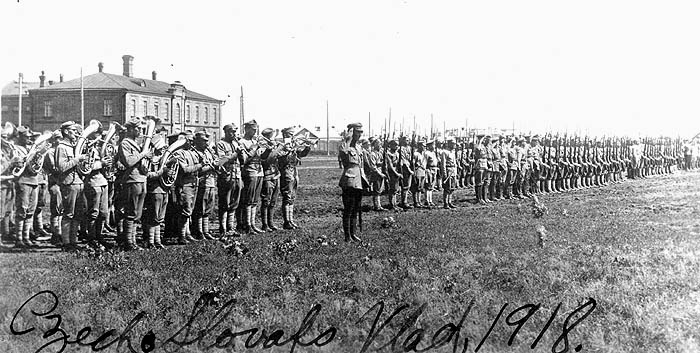
Československé legie v Rusku v r. 1918

Penzenská dohoda, uzavřená mezi zástupci Rady lidových komisařů RSFSR (včetně J. V. Stalina) a ČSNS 26. března 1918 zaručovala legiím zásobování, průjezd Sibiří do Vladivostoku a odvoz do Francie; výměnou za to Legie souhlasily s předáním všech těžkých zbraní a většiny kulometů a pušek, Legie také musely souhlasit s povolením agitace čs. bolševiků pro vstup mužů z legií do Rudé armády. Ruskou armádu bolševici rozložili v roce 1917. Bolševiků bylo málo, rudé gardy měly pár tisíc členů. V celém Rusku nebylo kromě 40 000 čs. legionářů významnější síly. Proto byli bolševici donuceni vyklidit Ukrajinu, uzavřít nevýhodný Brestlitevský mír a proto také začali intenzívně agitovat v zajateckých táborech, aby do Rudé armády dostali dostatek vojáků.
V dubnu - květnu 1918 byly československé formace rozděleny do šesti evakuačních skupin:
- Penzenská skupina (asi 8 tisících osob, velitel por. S. Čeček a jeho pobočníky por. J. J. Švecem a ppor. Karlem Voženílkem)
- Čeljabinská skupina (více než 8 tisíc osob, velitel pplk. S. N. Vojcechovský)
- Východní skupina (asi 2 tisíc osob, velitel kap. R. Gajda)
- Mariinská skupina (asi 800 osob, velitel kap. E. Kadlec)
- Kansk-Nižněudinská skupina (asi 1 tisíc osob, pplk. B. F. Ušakov)
- Vladivostocká skupina (asi 14 tisíc osob, velitel genpor. M. K. Diterichs)

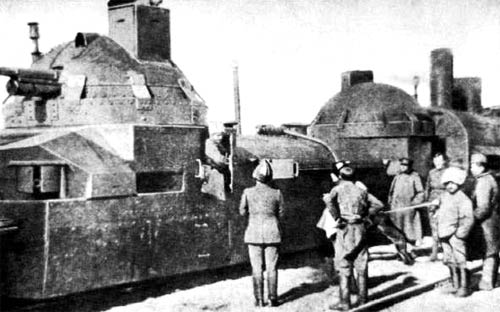
Čechoslováci u obrněného vlaku Orlík

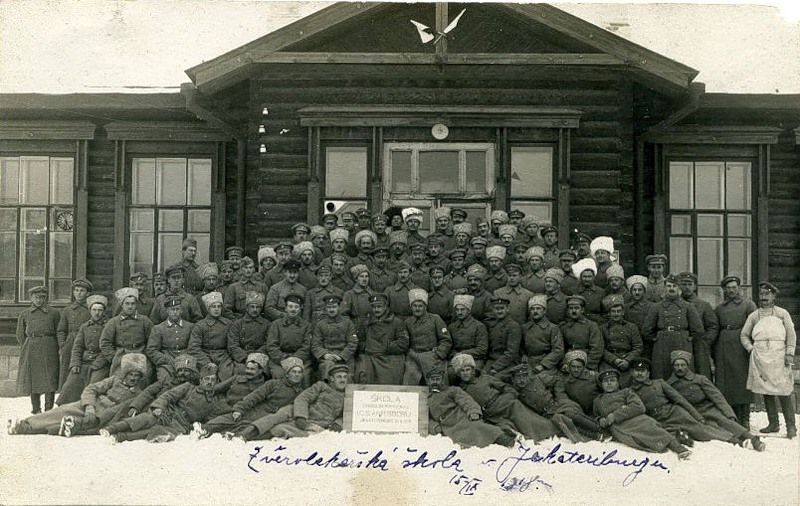
Československé legie v Jekatěrinburgu

### Rozpory s Rudou armádou
Plány čs. bolševiků, že z Čs. legií odejde do Rudé armády 15 000 mužů, byly mylné. Z Legií tak za dva měsíce agitování odešlo jen cca 150 mužů. Větší posily získala Rudá armáda přímo ze zajateckých táborů. Rudá vláda na jaře 1918 zakázala České národní radě v táborech další agitaci; tu uskutečňovali pouze Čs. bolševici do svých jednotek. Neúspěch agitátory přiměl ke slovním útokům na Radu, Masaryka a vedení Legií, což legionáře rozzuřilo a vedlo k hádkám a stížnostem. Současně bolševici verbovali do Rudé armády zajatce Ústředních mocností (Internacionalisty). Obrovský vliv v místních sovětech a jednotkách Rudé armády získali Maďaři a Němci (na mnoha místech tvořili až 80% jednotek), kteří byli vůči Čs. legiím velmi nepřátelští. To bylo dalším zdrojem nedůvěry Čs. legií vůči bolševikům. Hlavním problémem však bylo stálé porušování Penzenské dohody ze strany bolševiků. Většinu vlaků bolševici nepustili dál, sliby neplnili; neustálé kontroly a požadavky na odevzdání dalších a dalších zbraní ohrožovaly zajištění bezpečnosti vlaků. Komunistické letáky popisovaly rozhodnutí nepustit sbor z Ruska. Bolševici také odmítali dodávat koupené potraviny a poslední kapkou byl nárůst přítomnosti ozbrojených Němců a Maďarů. Zatímco Národní rada v Moskvě souhlasila s dalšími a dalšími ústupky, vojenské vedení ztratilo jak důvěru v Radu, tak i v bolševiky všeobecně a v Trockého zvlášť. Začalo tedy zvažovat možnost odmítnout spolupráci s prolhanou a pravděpodobně Němci ovlivněnou Moskvou a zajistit si průjezd Sibiří silou.

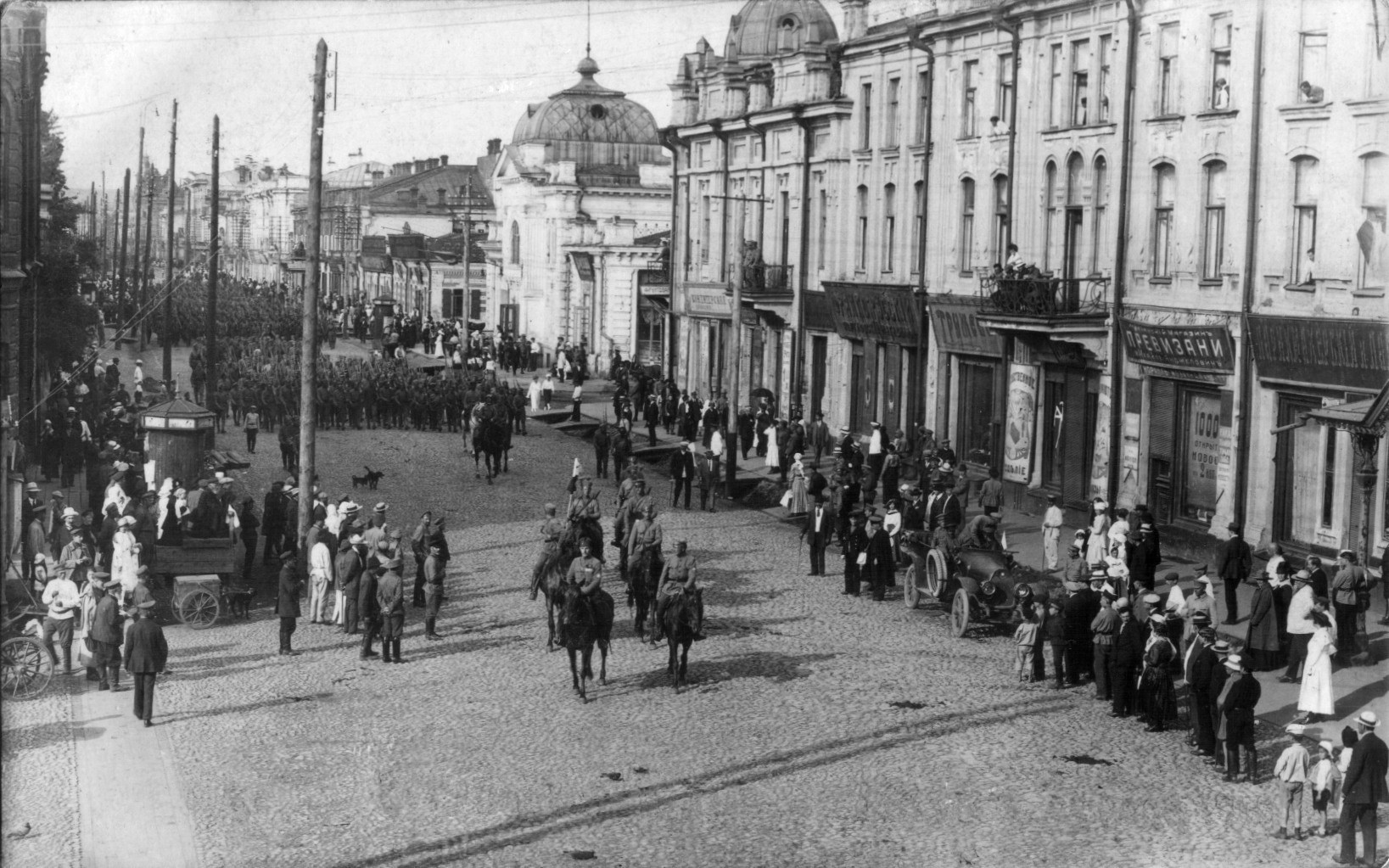
Českoslovenští legionáři v ulicích Irkutsku

21. dubna 1918 požadoval na nátlak Německa lidový komisař zahraničních věcí G. V. Čičerin, aby rada Krasnojarské oblasti pozastavila další pohyb československých vlaků na východ. Legionáři tento rozkaz vnímali jako záměr sovětské vlády vydat je do Německa a Rakouska-Uherska jako bývalé válečné zajatce. Začátkem května 1918 se situace zhoršila – Trockij se definitivně rozhodl že Legie, které ještě nejsou ve Vladivostoku, z Ruska neodjedou a budou silou rozpuštěny, vojáci začleněni do Rudé armády a neposlušný zbytek bude pracovat v průmyslu. Využil návrh Francouzů na odvoz části Legií z Archangelska pro rozdělení sboru. Bolševici se 7. května neúspěšně pokusili zajmout nejbojovnějšího muže Legií, kapitána Radolu Gajdu (vyvázl díky tomu, že byl ozbrojen). 15. května se Rada dohodla s Trockým za cenu dalších ústupků, ale sliby Trockého opět nebyly splněny. Lev Davidovič Trockij, jako vojenský komisař (ministr války) vydával rozkazy, ale jednal po dohodě s Leninem a vládou (Leninův rozkaz z 21. května nařizující rozpuštění Legií silou a další jeho osobní veřejná agitace proti legiím, při níž byl vážně postřelen eserkou Františkou Kaplanovou).
Ve dnech 14. až 17. května došlo k tzv. Čeljabinskému incidentu  a 20. května 1918 začal první sjezd Čs. legií na Rusi, kde se zvolení zástupci vojáků rozhodli, že nebudou poslouchat rozkazy Rady, pokud budou v rozporu s odjezdem do Vladivostoku. Přítomným členům Rady nezbylo, než vůli vojáků podpořit. Pozdě večer 20. května dal Trockij zatknout předsedu Národní rady v Moskvě Prokopa Maxu a přinutil ho odeslat telegram s příkazem k odzbrojení Legií a s vložením důvěry v bolševiky a Rudou armádu. Odpovědí na tento rozkaz bylo oznámení Legií, že Rada, Maxa ani stávající vojenské velení Sboru (ruský generál Šokorov) už nejsou vedením Československého sboru, výkonnou moc převzal zvolený Provizorní výkonný výbor (velitelé pluků Gajda, Čeček, Vojcechovský, 4 členové Rady a 4 zvolení zástupci vojáků legií, předsedou zvolen Bohdan Pavlů). Čs. legie ale Moskvu opět ujistily, že se nebudou vměšovat do vnitřních záležitostí Ruska a že s bolševiky budou spolupracovat na průjezdu do Vladivostoku. Trockij ovšem rozkázal rozpuštění nebo zničení Legií (není přitom jasné, jestli byl Trockij tak rychle informován o dění na sjezdu 20. května, nebo postupoval nezávisle).

### Boj s Rudou armádou

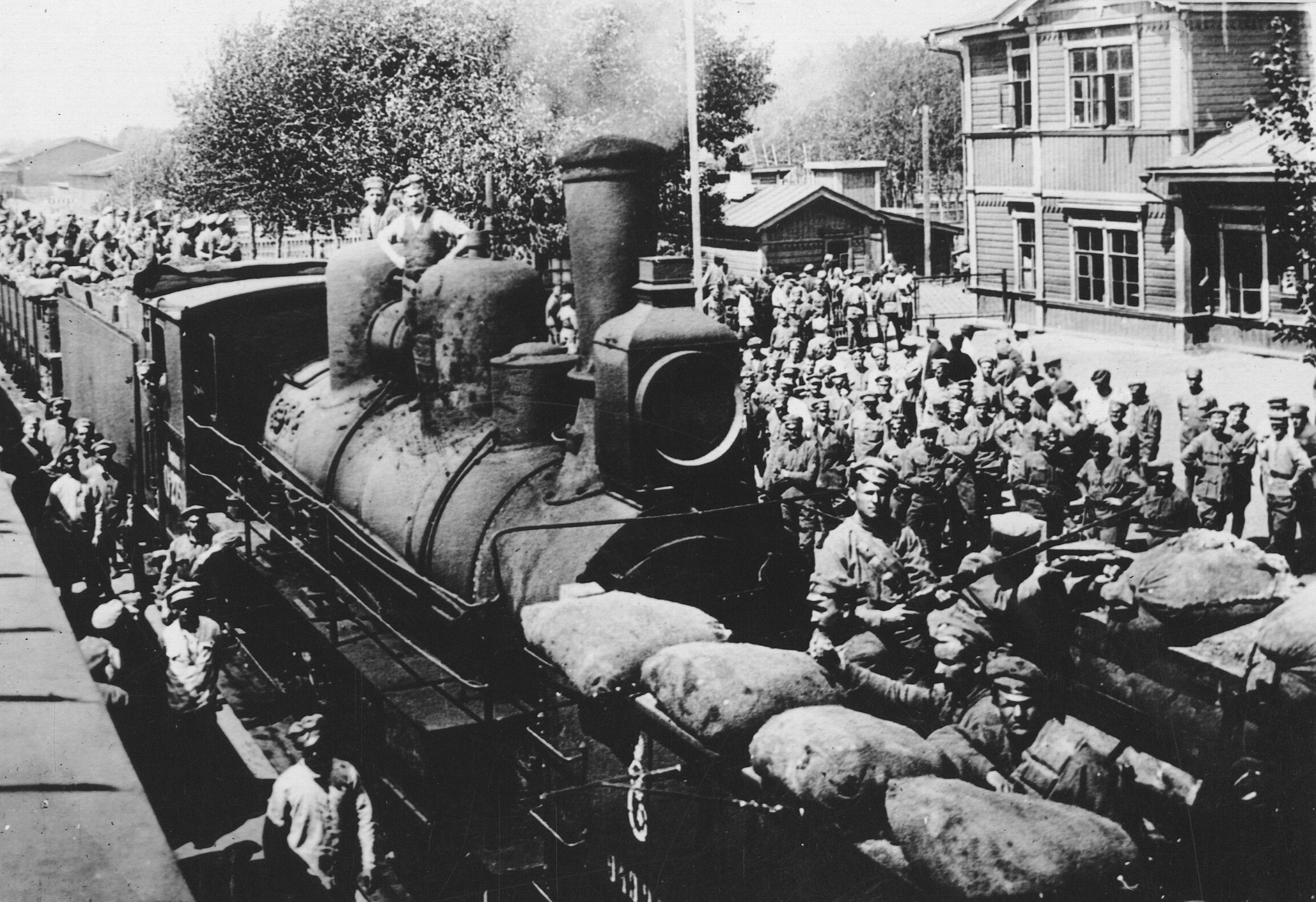
Improvizovaný obrněný vlak 6. pluku na nádraží Isilkul před odjezdem na bojovou akci k Marjanovce (4. června 1918)

Bojový prapor úderného praporu československých legií udělen jednotce 2. února 1919 v Jekatěrinburgu

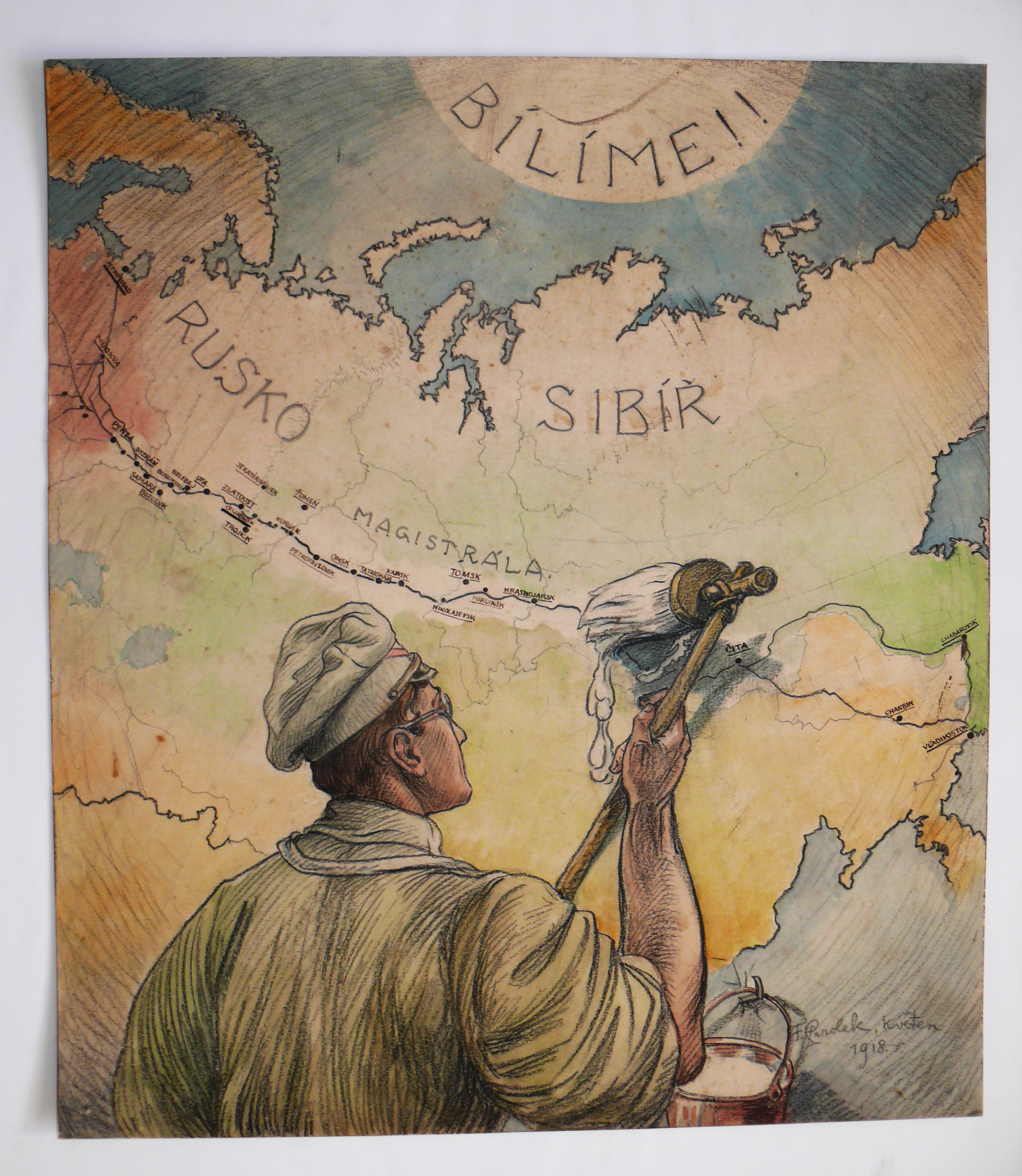
Bílíme!! Obraz od Františka Parolka z května 1918

25. května 1918 vypukly boje – bolševici zaútočili proti čs. vlaku na stanici Marjanovka nedaleko města Omsk. V noci pak začal protiútok Legií. Legionáři, dost často beze zbraní, zaútočili na kasárny a sklady bolševiků a po vyzbrojení převzali kontrolu nad klíčovými body Transsibiřské magistrály. Útoky nebyly zamířeny proti bolševickým sovětům, ty ale většinou uprchly. Začaly tvrdé boje obzvlášť s Němci a Maďary, tvořícími většinu Rudé armády. Trockij využil dokonce Spojence, aby zpomalili nástup Čechů a umožnili Rudým mobilizovat a Legie rozdrtit. Boje byly kruté, čs. vojáci zajaté bolševiky rozdělovali – Rusy obvykle propouštěli, Maďary, Němce a čs. bolševiky, kteří proti Legiím bojovali, obvykle popravili. Ti, kteří byli zajati bez boje, byli drženi ve vězení do odjezdu Legií z daného místa a pak byli propuštěni. Střílení zajatců bylo zločinem,[zdroj?] ale v květnu 1918 měli za sebou čs. legionáři mnoho bojů, kdy se k nim protivník choval stejně (zavraždění plukovníka Ušakova na magistrále), a byli svědky mnoha zločinů bolševiků, Maďarů a Němců proti bezbrannému ruskému civilnímu obyvatelstvu. Legionáři při své sibiřské anabázi aktivně používali pancéřové vlaky (např. vlak Orlík).
Pod tlakem dalších událostí, které vrcholí výše zmíněným Čeljabinským incidentem a požadavkem na odevzdání zbraní, došlo k bojům mezi legiemi a bolševiky na Sibiři a v Povolží, např. střetnutí po napadení štábního vlaku u Zlatoustu, u Marianovky, u Mariinska, dobytí Uljanovsku (tehdy Simbirska), bitva u Lipjag, u Beznčuku (Bezenčuk), u Buzuluku, obléhání Irkutsku, bitva o Murino a Perm, které byly vždy vítězné a trvaly téměř po celou dobu přesunu do Vladivostoku (do 7. února 1920).
Československé legie dobyly 30. května 1918 Penzu a Syzraň, 8. června Samaru, 23. června město Ufa, 25. července Jekatěrinburg a 6. srpna (společně s bílými) Kazaň. V Penze a posléze na dalších místech se střetli s Čechy a Slováky v Rudé armádě, mj. ze samostatného 1. čs. revolučního pluku. V Kazani převzali českoslovenští legionáři zlatý ruský státní poklad obrovské hodnoty. V Ufě byla vytvořená Ruská provizorní vláda a nejvyšším velitelem bílých byl jmenován admirál Alexandr Vasiljevič Kolčak. Poklad později předali Kolčakovi (který jej poněkud zmenšil výplatami svých vojsk). Na výzvu spojeneckého velení se pak dostal zlatý poklad pod ochranu legionářů ještě jednou.

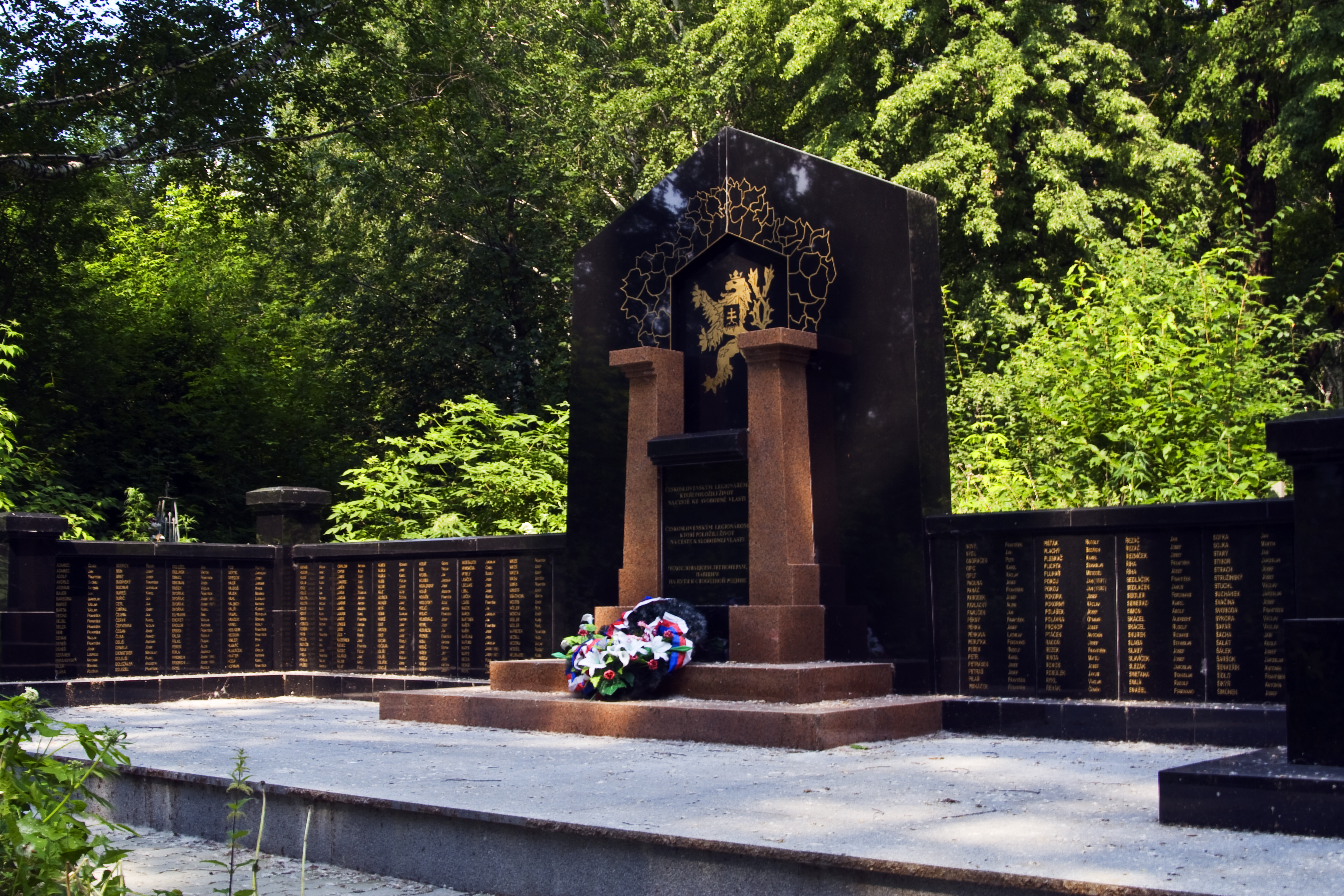
Pomník československým legionářům v Jekatěrinburgu v Rusku

Českoslovenští legionáři dobyli všechna velká města Sibiře i Jekatěrinburg, avšak cara Mikuláše II. a jeho rodinu se jim tam již zachránit ze zajetí nepodařilo, necelý týden před příchodem československých legií do města byla celá rodina vyvražděna na přímý příkaz rudých z Kremlu. Operace se rozšířily i mimo oblast transsibiřské magistrály, došlo k dalšímu přesunu jednotek přes Sibiř do Vladivostoku, přes vojenský odpor bolševiků. Legionáři museli kromě jiného v boji zničit i celou Golikovovu bolševickou armádu Centrosibiře, aby se podstatný zbytek vojsk dostal za Bajkal. Gajdovi muži po šesti týdnech nelítostných bojů s Němci dokázali obsadit 39 ze 40 tunelů v okolí Bajkalu dřív, než je bolševici stihli vyhodit do vzduchu (podminovávali je v dubnu němečtí ženisté vedení bolševiky, což legionáři nevěřícně sledovali). K záchraně několika mostů (ty bolševiky vyhozené do povětří musely oddíly československých ženistů s přispěním i amerických specialistů rychle postavit znovu) a tunelů přispěl také letecký oddíl legií (to, že bolševici podminovávají tunel č. 39, sice letadlo zjistilo, ale nemělo prostředky je od díla zkázy odehnat – zničený a zasypaný tunel zdržel postup druhé části legií do Vladivostoku o 14 dní).

#### Bitva o Kazaň
Spolu s bělogvardějskou armádou se 7. srpna 1918 legionáři podíleli také na dobytí čtvrtmilionové Kazaně, kdy legionáři, využívající mj. několik říčních parníků, získali kontrolu nad celým ruským zlatým pokladem. Bojovou flotilu tvořily parníky „Methodij“ a menší „Amur“, osobní parníky „Karamzin“ a „Vasilij Lapšin“ a dále nákladní lodě opatřené děly. Velení na lodi se ujal podprapor. Pech. Motor a kormidlo bylo obaleno pytli a posádka chráněna balíky slámy. Útok vedl parník "Karamzin". Na střechu lodě byly umístěny kulomety (v té době nazývané "strojní puška"). Po úspěšných bitvách proti lodím bolševiků, které se na Volhu přemístily až z Finského zálivu, vrátily se legionářské lodi do přístavu Lajševo na řece Kama. Později po přítoku Volhy, řece Bělé se stáhly do Ufy. Akce se zúčastnily tři vlaky 2. pluku Jiřího z Poděbrad.

##### Bitva na Bajkale

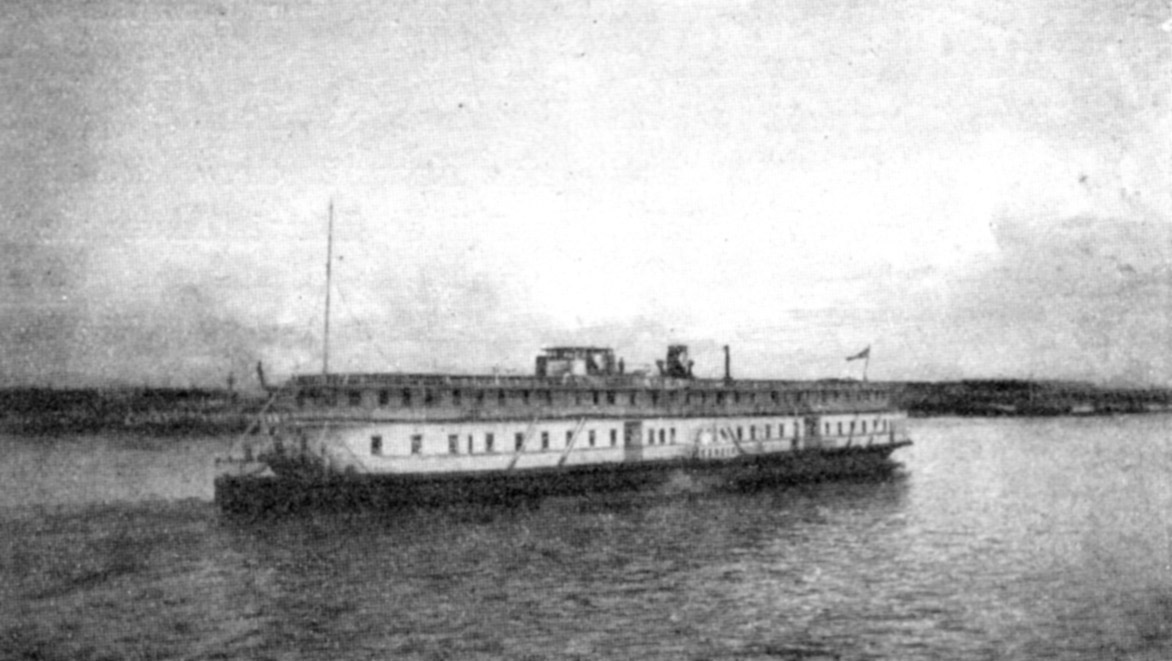
Parník Methodij, který odvezl 16. srpna 1918 ze Simbirska první oddíl 2. pluku, ved. por. Káni

Útok vedl podplukovník Ušakov. Bolševici měli na bajkalském jezeře (Burjaté ho nazývají „Svaté moře“) značné loďstvo a dva ledoborce: Bajkal, který dříve převážel vlaky a menší a rychlejší ledoborec Angara. „Bajkalská bitva“ byla součástí bajkalské ofenzivy, podniknuté ve dnech 15. – 20. srpna. Hlavní boje se sváděly na trati mezi stanicemi Tanchoje a Posolská, vzdálených od sebe cca 100 km. V závěrečných bojích měla být převezena výprava obchvatného oddílu na třech malých člunech z irkutského břehu na druhou stranu jezera. Výpravu vedl ppl. Ušakov. Obchvatný oddíl přeplul šťastně přes jezero a pronikl ke stanici Posolská. Když došlo k ústupu bolševiků od Tanchoje k Posolské, byly ustupující oddíly ostřelovány lodními děly z jezera. Akce byla proti původnímu plánu improvizovaná, ale podařilo se zničit značnou část loďstva bolševiků a ledoborec (v té době nazývaný ledokol) Bajkal, který shořel. Ledoborec Angara se později vzdal. Ostatní lodě byly silně poničeny. Ppl. Ušakov byl později nešťastnou náhodou zajat a umučen bolševiky. Likvidace bajkalské fronty vedla ke spojení Gajdovy skupiny s „vladivostockou skupinou“ gen. Diterichse – 31. srpna na stanici Olovjané u řeky Ononu. Československé legie se do bitvy zapojily s „námořní flotilou“, kterou tvořil Sibirjak (říční parník) a československými legiemi opravené zastaralé a vyřazené parníky Fedosij a Burjat. Posádka ledoborce Bajkal považovala z počátku Sibirjak za loď vezoucí jim proviant. Ledoborec byl zničen jedinou, přesně mířenou ranou.
Tím byla magistrála udržena průjezdná, klíčový faktor propojení všech jednotek Čs. sboru rozmístěných od Penzy a Volhy až po Vladivostok v délce 8000 km. Ve Vladivostoku neměli legionáři s bolševiky žádné problémy a teprve po vypuknutí bojů převzaly Legie kontrolu nad Vladivostokem.
Dne 1. září 1918 převzal velení čs. legií v Rusku Jan Syrový. 25. října 1918 spáchal plukovník Josef Jiří Švec ve svém vagonu sebevraždu zastřelením poté, co jeho muži odmítli splinit bojový rozkaz proti bolševickým jednotkám Čechů a Slováků.

### Po vzniku Československa
O vzniku Československa dne 28. října 1918 se legionáři dozvěděli se zpožděním několika týdnů.
27. prosince 1919 armádní velení z rozhodnutí zástupců Dohody převzalo ve stanici stanici Nižněudinsk kontrolu nad vlakem s částí ruských zlatých rezerv. 15. ledna 1920 předalo české velení admirála Kolčaka a část ruských zlatých rezerv bolševickým silám. Začátkem roku 1920 byla do oddělení námořní pěchoty zařazena dvě nová plavidla: parník Strelok, který byl používán jako minolovka, a Voluntyr. Obě lodě pluly pod červenobílou vlajkou.

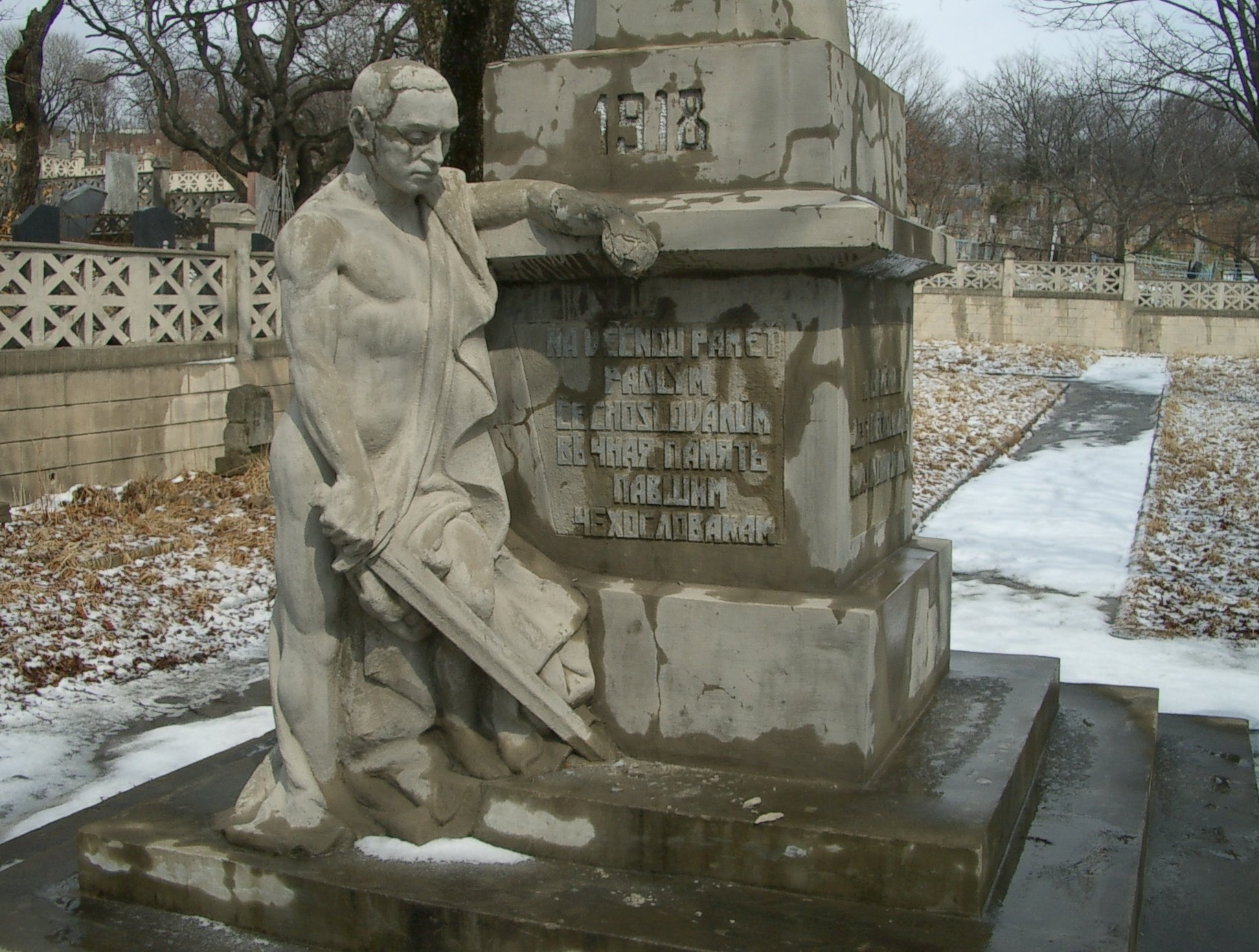
Pohřebiště československých legionářů v ruském Vladivostoku

Vlády spojeneckých států (Francie, Velké Británie, USA) plánovaly československé legionáře ponechat na Rusi a vytvořit z nich jádro intervenčních sil, které by zasáhly proti bolševismu. Plynulo to z toho, že Československé legie kontrolovaly podstatnou část Sibiře – konkrétně oblast okolo jižního Uralu – a byly jedinou dobře organizovanou spojeneckou silou v Rusku. Jejich velení podléhalo Francii a nejvyšším velitelem byl od ledna 1919 generál Maurice Janin, který vydal i rozhodnutí k ochraně Kolčakova vlaku. Posily spojenců, které do Vladivostoku dorazily, však byly pouze symbolické. Převážně se v pomoci legiím angažovala americká YMCA, Japonci a asi 10 000 Angličanů, Francouzů a Číňanů. Z plánované intervence tedy sešlo. Japonci pomohli Čechům a Slovákům při obsazování železničních uzlů nad Vladivostokem a při bojích na Ussuri i dobytí Chabarovska. Následně však vzhledem k vývoji událostí došlo k ústupu legií dvěma cestami: z Vladivostoku lodí do Ameriky, vlakem přes kontinent a lodí dále do Evropy, či jižní cestou přes Japonsko, Hongkong, Cejlon, Suezský průplav do italského Terstu, velké americké, původně německé lodi President Grant a Amerika urychlily evakuaci. Posledním transportem byla americká loď Heffron 2. září 1920. Někteří českoslovenští legionáři umírali ještě při námořním přesunu a spočívají na dně Indického a Tichého oceánu.
Do konce roku 1918 vstoupilo do československých legií v Rusku kolem 61 000 vojáků. 1. února 1919 byly legie reorganizovány, na čemž se podílel mj. Milan Rastislav Štefánik. Došlo ke zrušení autonomie a komitétů (plukovní a rotná zastupitelstva). To vyvrcholilo v ilegální 2. sjezd čs. legií v Omsku, jehož delegáti byli zatčeni a v detenci posláni do Československa (zapisovatelem sjezdu byl spisovatel Václav Kaplický).
V Rusku padlo do roku 1918 4 112 českých legionářů (toto číslo nemusí být přesné, neboť různé zdroje uvádějí různé počty v intervalu od čtyř do pěti tisíc).[zdroj⁠?!]

## Evakuace
Z Vladivostoku se na spojeneckých lodích i na prvních československých, které zakoupil TECHOD (technické oddělení legií) v Japonsku (první československá loď Legie), dopravily do Československa. Celkem bylo z Vladivostoku vypraveno 36 transportů.
| Země                            | Počet  | Procento |
| ------------------------------- | ------ | -------- |
| USA (dohodnuto 50 %)            | 36 026 | 53 %     |
| Velká Británie (dohodnuto 25 %) | 16 956 | 25 %     |
| ČSR*, jiní spojenci (25 %)      | 14 921 | 22 %     |
| *z toho Centrokomise            | 9683   | 14,3 %   |

- Spojenci poskytli 21 lodí, 12 lodí Spojené státy, 9 lodí Velká Británie. Dvě lodě poskytl americký červený kříž. Lodě „President Grant“ a „Heffron“ prodělaly celou či částečnou cestu dvakrát.
- 12 lodí najala Centrokomise, odvezeno bylo 9683 lidí. Pro náklad byly najaty dvě japonské lodě a jedna ruská. Pro převoz lidí byly nakoupeny či pronajaty lodě převážně v Japonsku (7), v Číně (1) a v Rusku (1). První loď vypravená Centrokomisí byla japonská „Liverpool-Maru“, vyplula 8. července 1919. Pravidelný odvoz legionářů i částečně invalidů byl zahájen transportem 1. pluku 9. prosince 1919 na „Jonan-Maru“. Poslední loď s lidmi byla „Nižni Novgorod“, která odplula 13. února 1920. Poslední loď s nákladem byla „Shunko-Maru“, ta odplula z Vladivostoku 14. května 1920.
- První lodí, která odvezla první sibiřské legionáře z Vladivostoku byla italská „Roma“ 15. ledna 1919 a poslední byla „Heffron“ 2. září 1920. První lodě pluly do Neapole a Marseille. Další propluly Panamským průplavem, jiné do Severní Ameriky, další do Kanady s konečným přístavem Hamburk. Celá evakuace trvala 1 rok a 8 měsíců.

Některé z transportních lodí
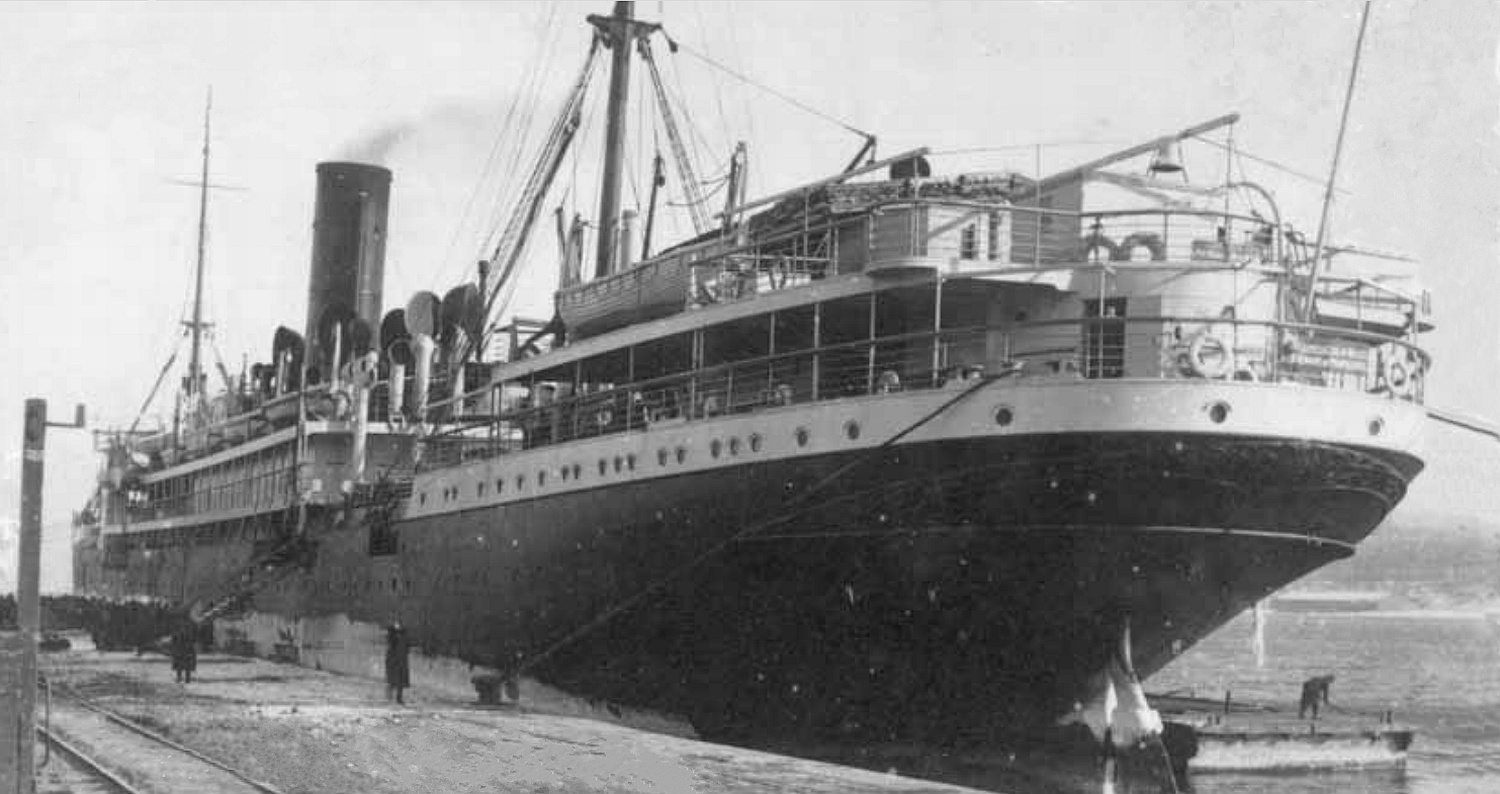
Portugalský zaoceánský parník SS Trás-os-Montes
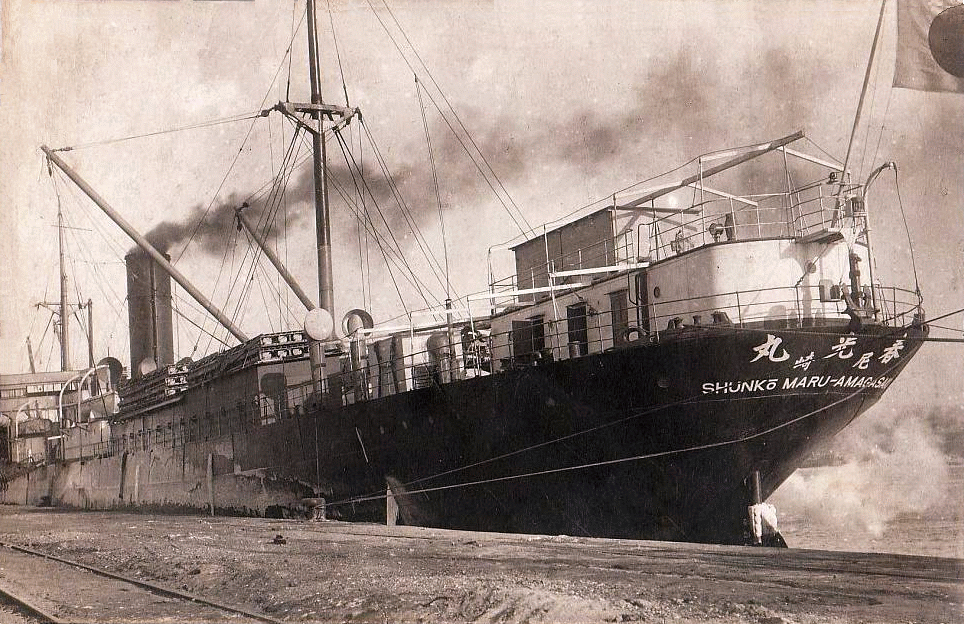
Japonská loď Shunko-Maru
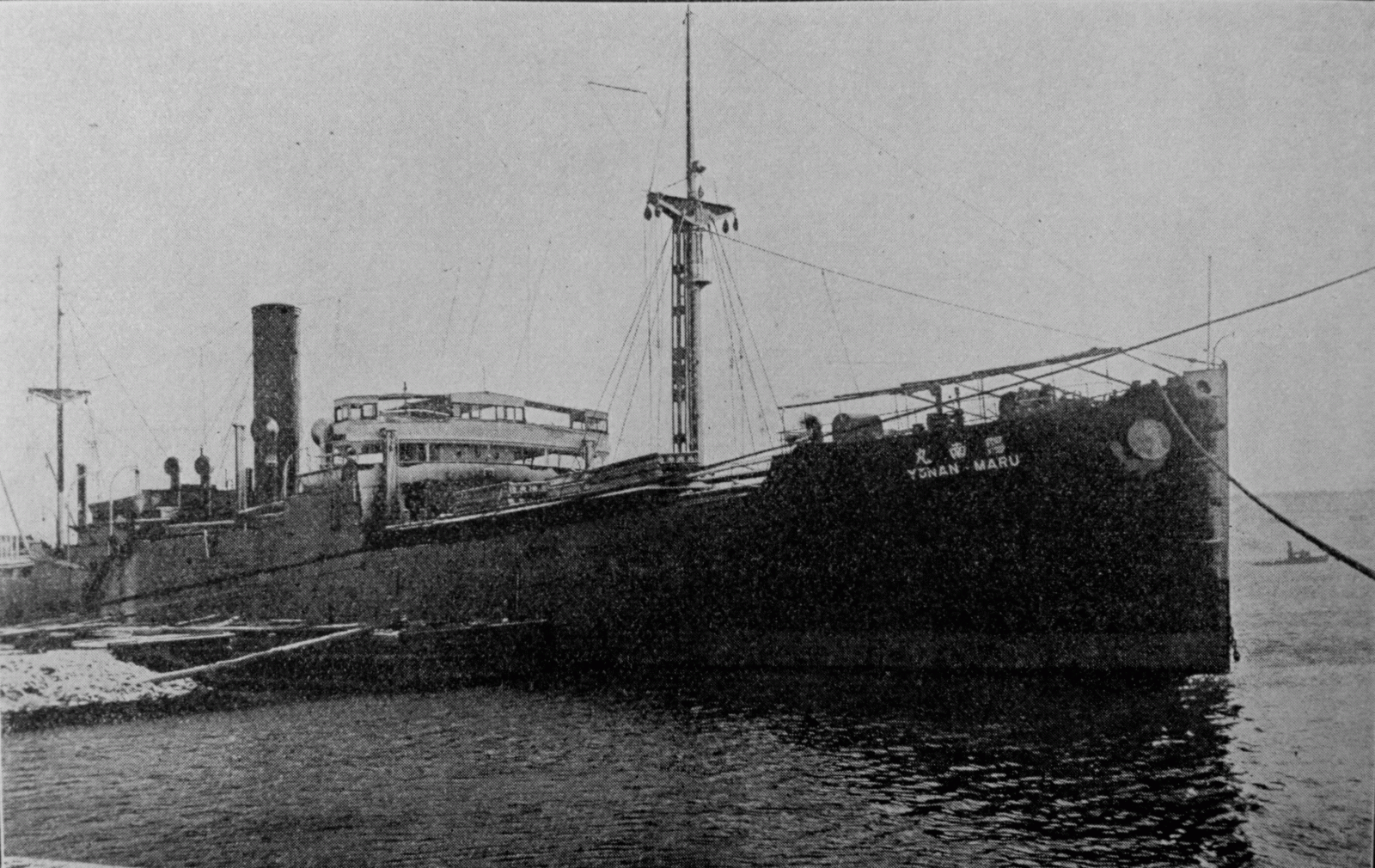
Japonská loď Yonan-Maru
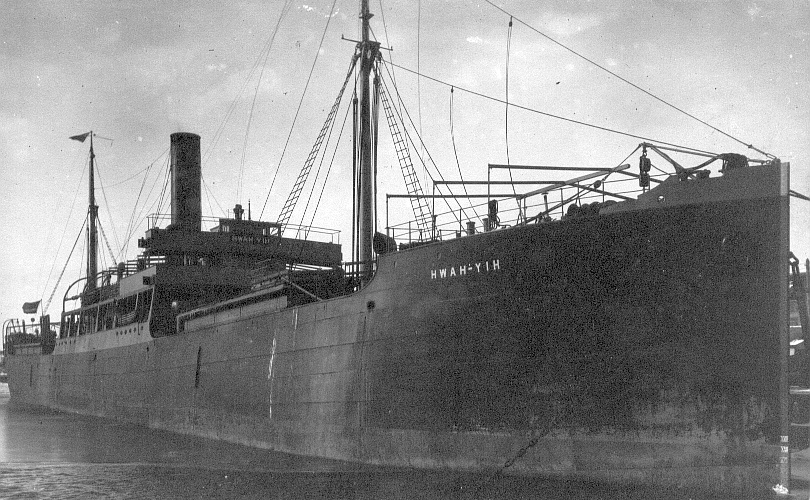
Loď Silesia (Hvah-Yih)
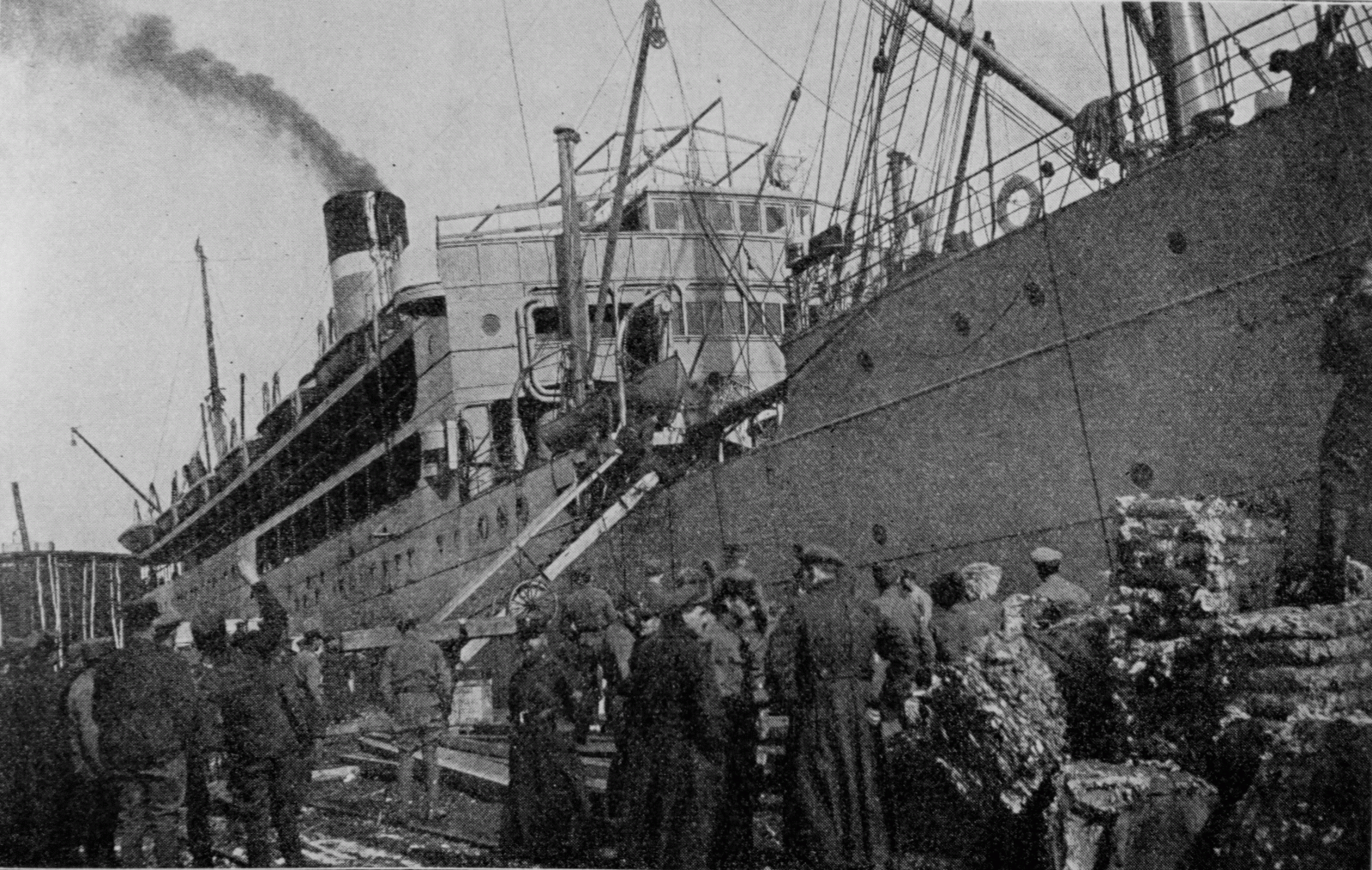
Americká loď Madawaska
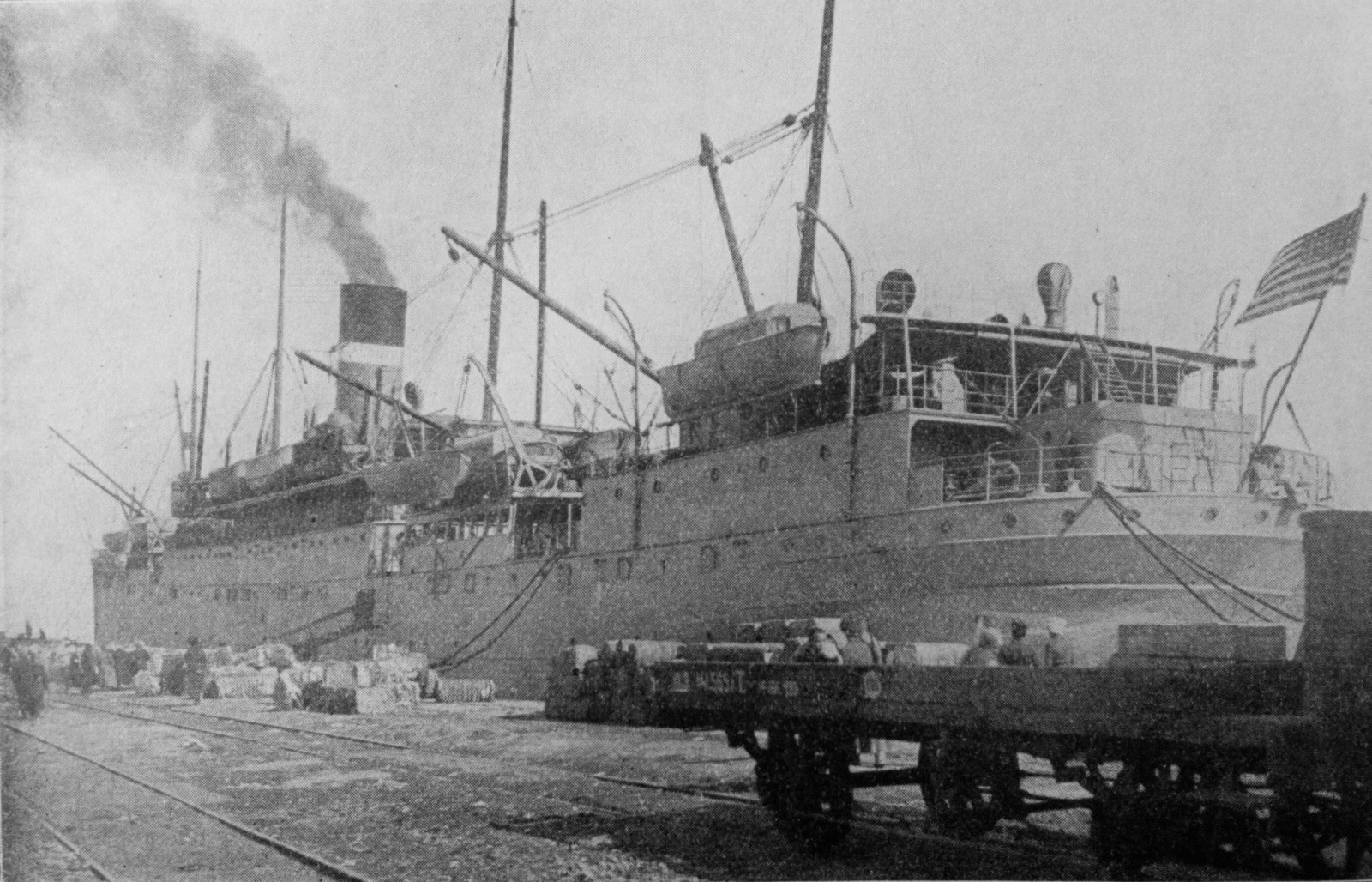
Americká loď Sheridan
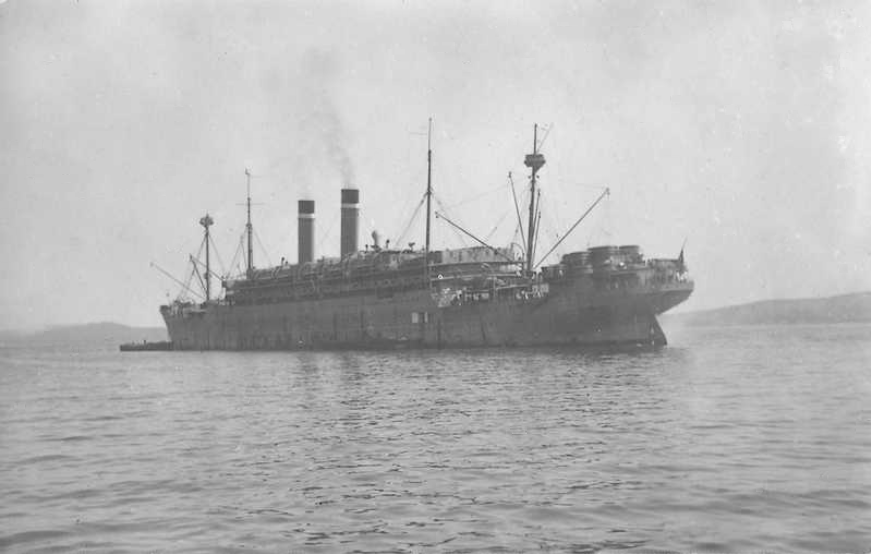
Americká loď S.S. America
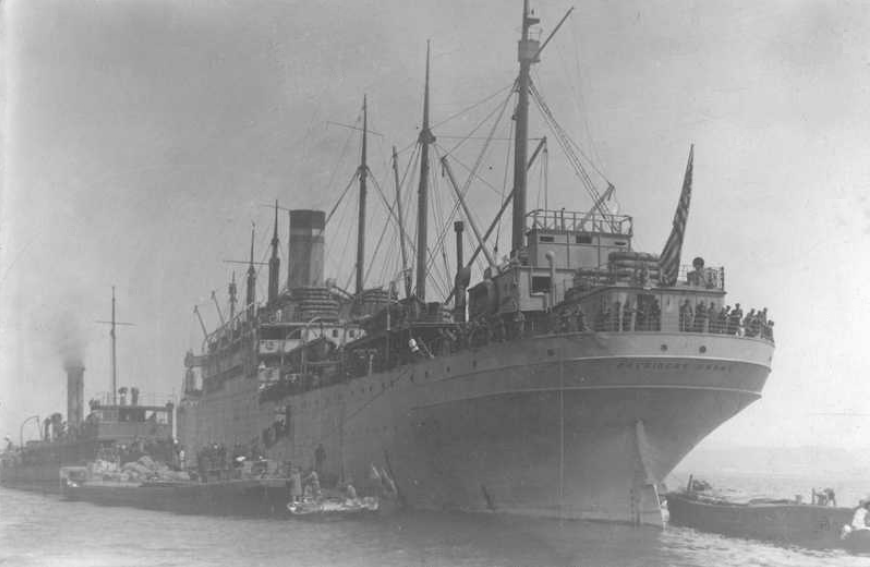
Americká loď S.S. President Grant
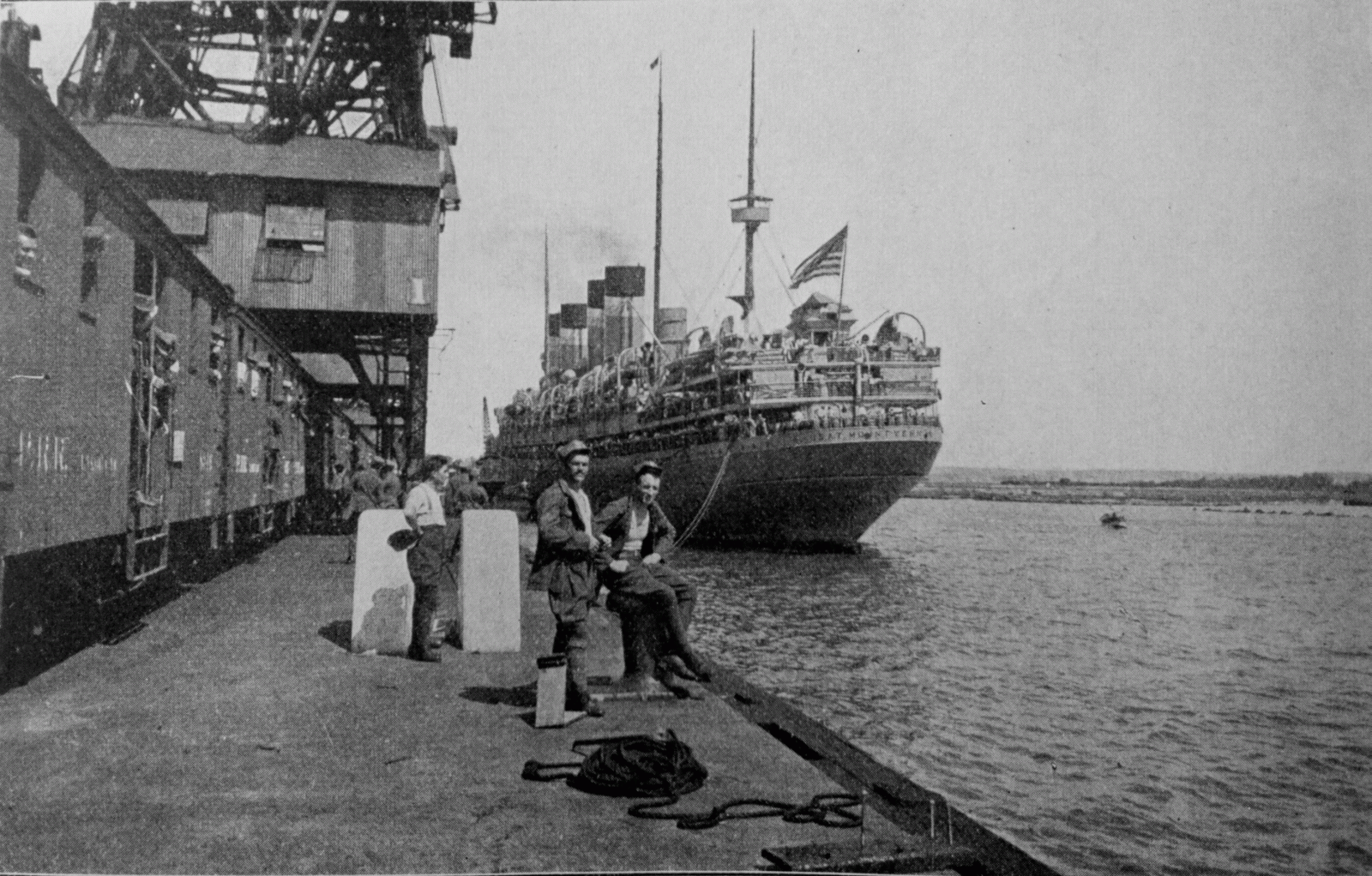
Americká loď Mount Vernon
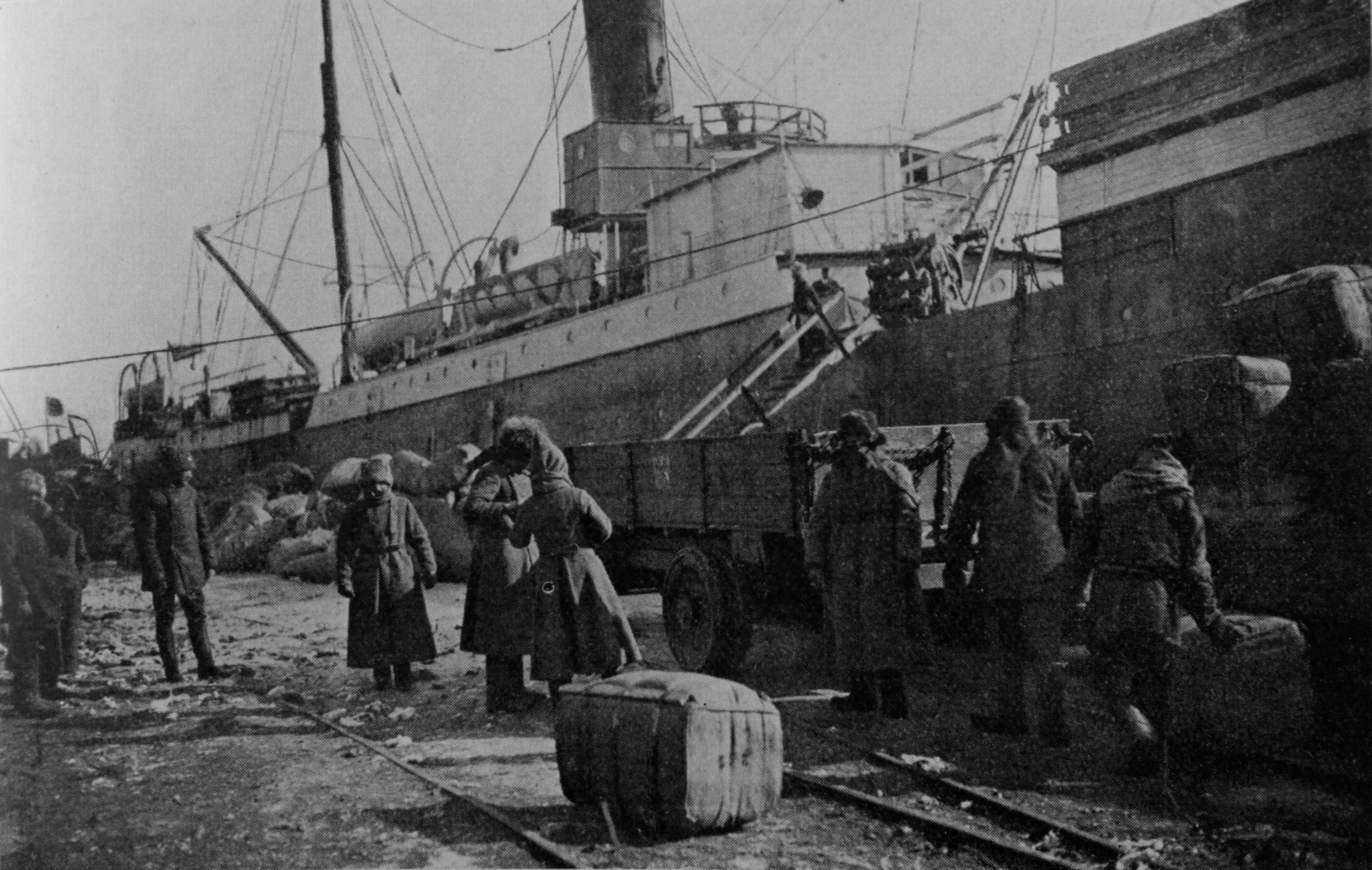
Ruská loď Nižnij Novgorod
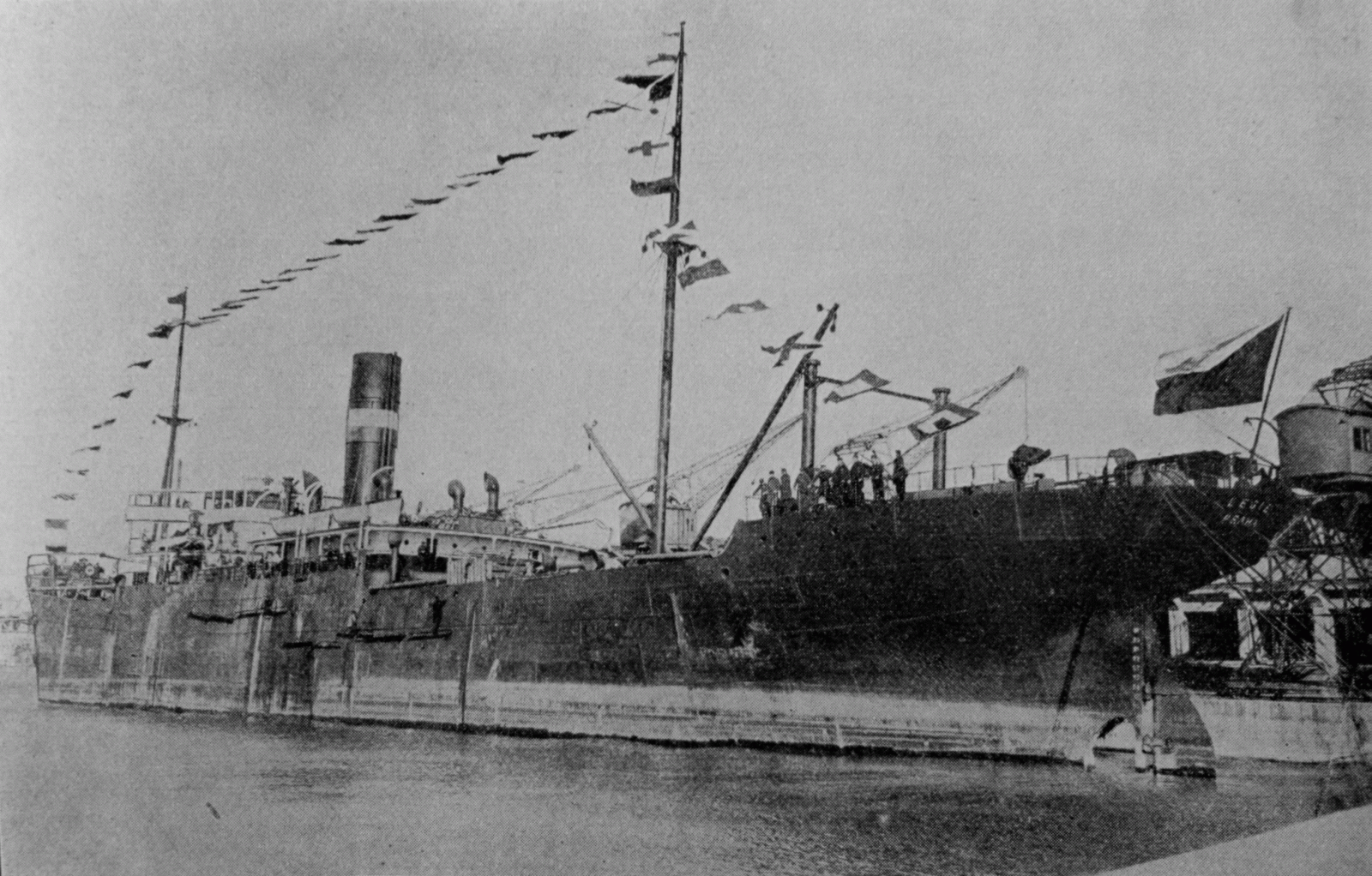
Československá loď Legie
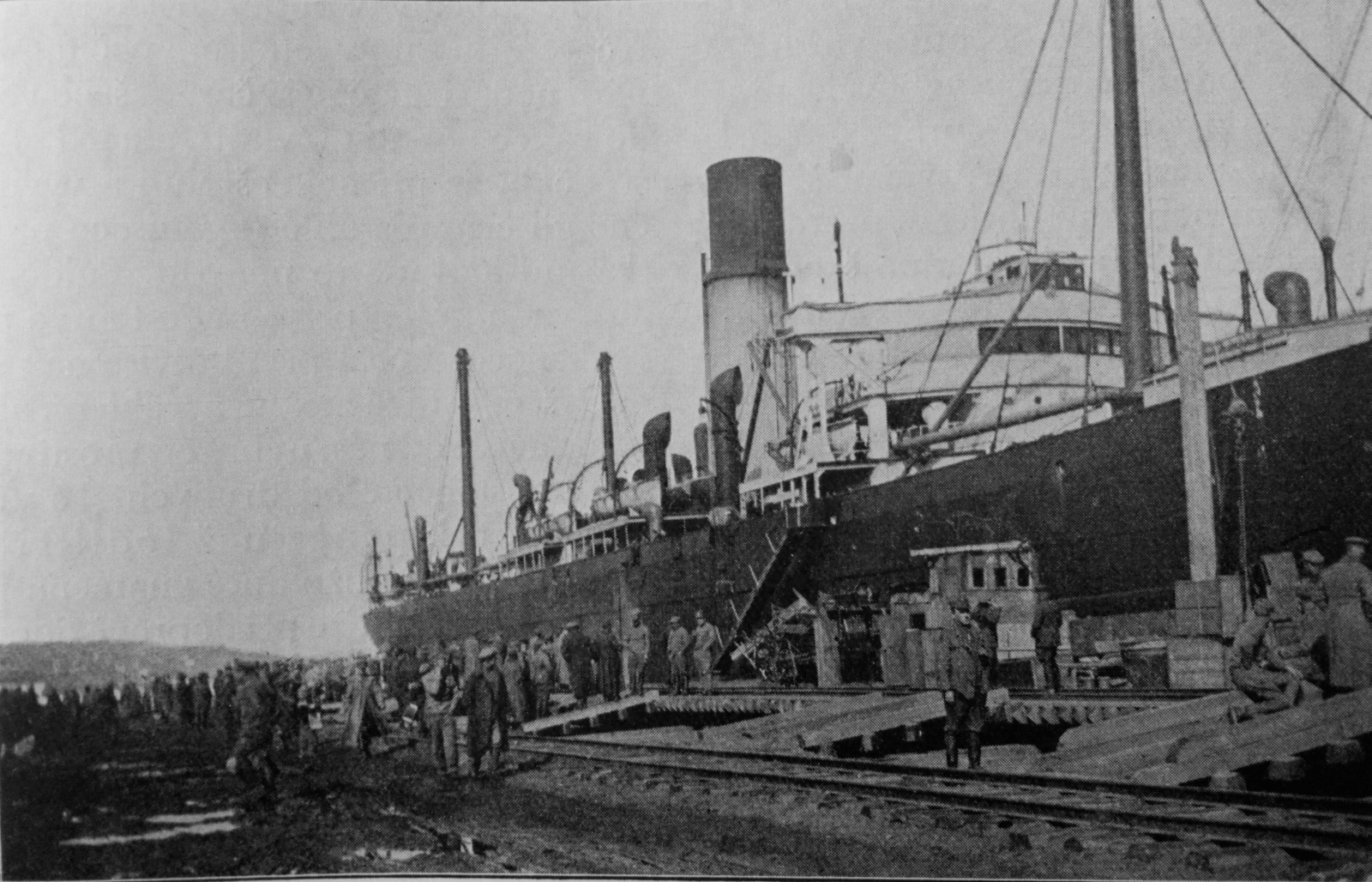
Loď Titan
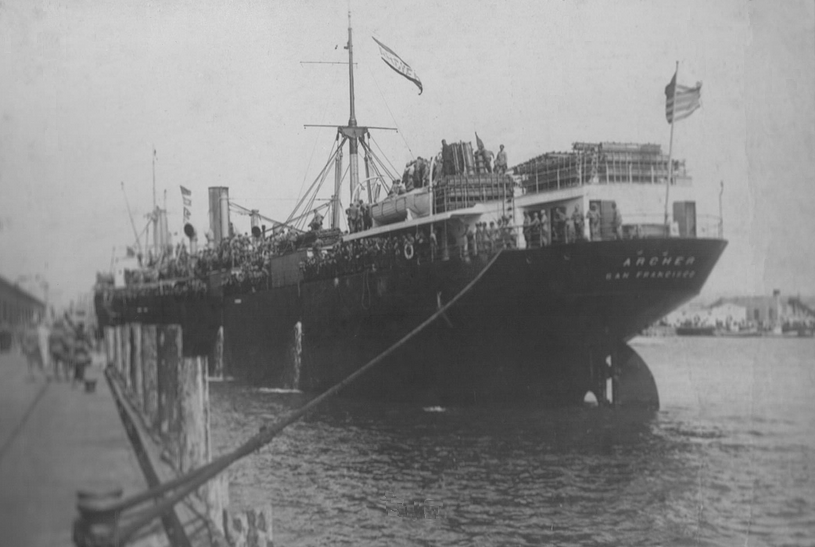
Loď Archer

| Loď             | Země                         | Počet     | Odjezd (Vladivostok)      | Příjezd (přístav)                 |
| --------------- | ---------------------------- | --------- | ------------------------- | --------------------------------- |
| Roma            | Itálie                       | 139       | 15. 1. 1919               | 10. 3. 1919 Neapol                |
| Liverpool Maru  | Centrokomise (ČSR)           | 139       | 9. 7. 1919                | 12. 9. 1919 Marseille             |
| Nižnij Novgorod | Rusko                        | 664       | 13. 2. 1920               | 8. 4. 1920 Terst                  |
| Mount Vernon    | pův. Německo, USA            | 3452      | 13. 4. 1920               | 6. 6. 1920 Terst                  |
| Amerika         | pův. Německo, USA            | 6478      | 23. 4. 1920               | 7. 6. 1920 Terst                  |
| President Grant | pův. Německo, USA            | 5471      | 27. 4. 1920 a 24. 8. 1920 | 12. 6. 1920 a 13. 10. 1920 Terst  |
| Ixion           | pův. Německo, Velká Británie | 2945      | 23. 5. 1920               | 17. 7. 1920 Cuxhaven              |
| M. S. Dollar    | pův. Německo, Velká Británie | 3427      | 6. 6. 1920                | 20. 7. 1920 Cuxhaven              |
| Legie           | pův. Japonsko, ČSR           | 70 či 87  | 24. 8. 1920               | 12. 10. 1920 Terst                |
| Heffron         | USA                          | 720 a 875 | 13. 8. 1919 a 2. 9. 1920  | 17. 12. 1919 a 11. 11. 1920 Terst |

#### Průběh plavby

Příslušníci 6. střeleckého pluku Československých legií na cestě z Terstu do vlasti

Směr plavby vojenských transportů (včetně těch s invalidy) byl dvojí: buď okolo čínských, indických a arabsko-egyptských břehů a Suezským průplavem do italského Terstu, nebo okolo Japonska, přes Tichý oceán a dále přes Ameriku, a to buď Panamským průplavem, nebo železnicí z Vancouveru přes celou Kanadu nebo ze San Franciska přes Spojené státy k Atlantskému oceánu. Poté následoval transport do některého z přístavů ve Francii, Itálii nebo Německu. Většinou transporty volily první cestu. Lodě byly zpočátku používány nákladní, a tak neposkytovaly příliš mnoho pohodlí, později se jednalo již o civilní lodě, které patřily původně Německu. Pod novou československou vlajkou plula pouze loď Legie. V přístavech budila nová československá vlajka rozruch. Českoslovenští legionáři tak plnili i jistou mezinárodní diplomatickou misi. Propagovali v přístavech českou hudbu, sokolský tělocvik a sport. Konaly se s velkým úspěchem koncerty vojenských kapel, například velký úspěch sklidila legionářská filharmonie v Singapuru a byla pořádána mezinárodní utkání s místními sportovci, hlavně anglickými fotbalisty, kteří byli několikrát poraženi i přes špatnou lodní stravu a nedostatek tréninku legionářů (utkání proběhla v Kolombu na Srílance, Hongkongu, kde došlo ke slavnému vítězství 3:2 nad mistrem východní Asie a v kanadském Québecu – zisk poháru). Na parníku byly tištěny také Lodní noviny, které obsahovaly technické údaje (jakou vzdálenost loď již urazila), aktuality z lodního života a novinky zachycené radiotelegrafistou. Na lodi „President Grant“ pracovala kuchyně i pekárna v nepřetržitém provozu. Vážnou havárii měla pouze loď „Heffron“ u japonských břehů, jelikož její kapitán nečekal na lodivoda a loď skončila na skále. Loď se ale podařilo v krátké době opravit.
| Loď         | Popis havárie                                                                  | Počet mrtvých |
| ----------- | ------------------------------------------------------------------------------ | ------------- |
| Heffron     | vážná havárie u Japonska, ztroskotání vlivem opilosti kapitána                 | 0             |
| Mont Vernon | havárie u Ameriky                                                              | 0             |
| Logan       | najel na písčinu u Vladivostoku                                                | 0             |
| Amerika     | 31. 5. otrava zkaženým jídlem v Suezu, 2. 6. v Port Saidu srážka s lodí Morabo | 0             |

Evakuaci řídil Evakuační úřad československého vojska na Rusi. Cizinci (cizí spojenečtí vojáci, kurýři, civilní pasažéři) si museli cestu hradit. Zajatci (Maďarové, Rakušané a Němci) si cestu také museli hradit, většinou je doprovázel americký ozbrojený doprovod. Organizace převozu evakuovaných z Terstu byla řízena Centrokomisí (br. Štěrba). Po skončení evakuace se dále shromažďovali čsl. občané žijící v Rusku, dobrovolníci, kteří vystoupili z legií, aj. Odvezeni byli během druhé cesty lodě „Legie“ či transporty organizovanými mezinárodním Červeným křížem. Na každou loď byli procentuálně přidělováni k vojákům také čsl. občané (například bývalí kolonisté apod.)
| Evakuovaní                     | Počet  | Procenta |
| ------------------------------ | ------ | -------- |
| Poddůstojníci a vojáci         | 53 455 | 78,9 %   |
| Důstojníci a voj. úředníci     | 3 004  | 4,4 %    |
| Občané (krajané, býv. zajatci) | 6 714  | 9,6 %    |
| Ženy (vojáků i občanů)         | 1 716  | 2,5 %    |
| Děti (vojáků i občanů)         | 717    | 1,3 %    |
| Cizinci                        | 1 935  | 2,9 %    |
| Různí (nezl. dobrovolníci)     | 189    | 0,3 %    |

#### Loď Legie

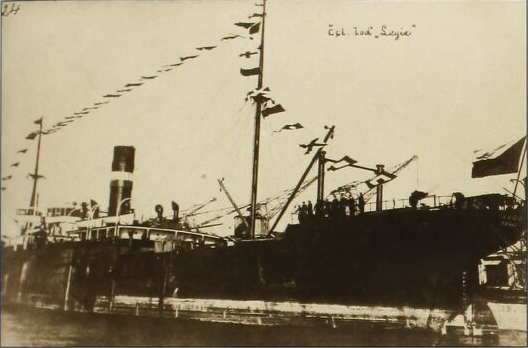
Loď Legie

Loď „Legie“ koupená za peníze vojáků v Japonsku byla historicky první zámořská loď plující pod československou vlajkou. Z Vladivostoku do Singapuru plula nepojištěna, jelikož se nenašla pojišťovna, která by byla ochotna 1. československou loď a 1. československou posádku bez zkoušky pojistit. Loď byla určena pro obchodní styky Československa s Dálným Východem a Asií. Byla zakoupena v přístavu Kóbe na japonském ostrově Honšú a nesla název „Taikai Maru“. Přejmenována byla na Legii, návrhy byly také názvy jako Siberie, Sibirjak či Šíp.
Ředitel pražské Legiobanky František Šíp se s majorem a námořním důstojníkem Josefem Holubem spojili s japonskou firmou Uchida, která byla majitelem Taikai Maru. Obchodní cestu s majorem Holubem podnikli ještě inženýři Hulín a Parfus. Později do Japonska přijel i Šíp dokončit formální stránky obchodu. Centrokomise loď poté zakoupila za 40 milionů tehdejších korun. Taikai Maru měla za sebou do té doby pouze jednu plavbu. První plavbu pod čsl. vlajkou Taikai Maru, tedy již Legie, zahájila ve Vladivostoku 24. srpna 1920. Pod českou vlajkou ale pluly již dříve, od roku 1918, pomocné parníky v přístavu Vladivostok (Smělčák, Blaník, Upocený aj.) což bylo realizováno i přes protesty spojenců, že česká vlajka není v lodním rejstříku. Této „flotile“ velel kapitán Hégr. První posádku Legie tvořili tři čeští námořní důstojníci: major Holub, poručík Béba a nadporučík Furvirth (všichni přijeli do Vladivostoku z Evropy), mužstvo bylo vybráno z námořního oddílu pracujícího na přístavních lodích ve Vladivostoku a specialisté pocházeli z různých částí čsl. armády v Rusku. Na místě prvního a druhého inženýra pracovali Rusové a také na místech telegrafistů, jelikož měli vyžadovanou licenci. Loď Legie z bezpečnostních důvodů byla vypravena z Vladivostoku současně s americkou lodí President Grant. Vezla většinou materiál – cargo, ale také koně, automobil, psy a dva medvědy.
Na podzim roku 1920 loď úspěšně dorazila do přistavu v Terstu. V roce 1920 pak přešla z majetku legionářů do vlastnictví Legiobanky. Prvním kapitánem byl Josef Holub, palubním důstojníkem byl kapitán a akademický malíř Jan Hakl či někdejší armádní pilot Václav Voseček, jako kadeti Bedřich Stožický, Jakub Frey, Bohumil Klos a Klement Benda. Loď Legie byla provozována později společně s rejdařstvím HAPAG v Hamburku. V roce 1930 se rozvinula hospodářská krize a Legiobanka si již nemohla dovolit provozovat námořní obchod, byla tedy prodána, roku 1933 zakoupena řeckým rejdařem Patrasem a přejmenována na Lilly. Během druhé světové války loď 9. března 1942 při cestě z Belfastu do Halifaxu zasáhlo loď torpédo německé ponorky a byla potopena.

## Odkaz
Francouzský prezident Raymond Poincaré nazval anabázi dílem větším a slavnějším, než byla anabáze 10 000 Xenofontových Řeků (Pochod deseti tisíc), legionářům se rovněž dostalo srovnání s husity a jejich spanilou jízdou k Baltskému moři v 15. století.

### Památníky
V éře první čs. republiky byly odhaleny stovky soch, památníků či pamětních desek, připomínající památku mj. také ruských legionářů. K jedné z nejvýraznějších připomínek došlo, když při likvidaci hřbitova v Čeljabinsku v roce 1933 se podařilo sovětskou vládu přesvědčit k vydání ostatků plukovníka Švece do Československa. Jeho ostatky, společně s ostatky pplk. Karla Vašátky, byly exhumovány a přeneseny do budovy Památníku osvobození na Vítkově. Pohřbu se zúčastnilo na dvacet tisíc lidí. Za nacistické okupace byly ostatky odstraněny.
Válečné hroby, hřbitovy a pomníky vznikly při postupu legií také na území Ruska. 15. dubna 1999 byla mezi vládami Ruské federace a České republiky podepsána dohoda o vzájemné údržbě válečných hrobů. Realizaci dohody provádí v Rusku Asociace válečných památníků. Vzhledem k problematičnosti role čs. legií a jejich podpoře bělogvardějců vedou iniciativy k instalaci pomníků často k protestům jak ze strany veřejných organizací, tak některých místních obyvatel.
Příslušníky čs legií eviduje mj. projekt Ministerstva obrany ČR Legie 100.

### V umění

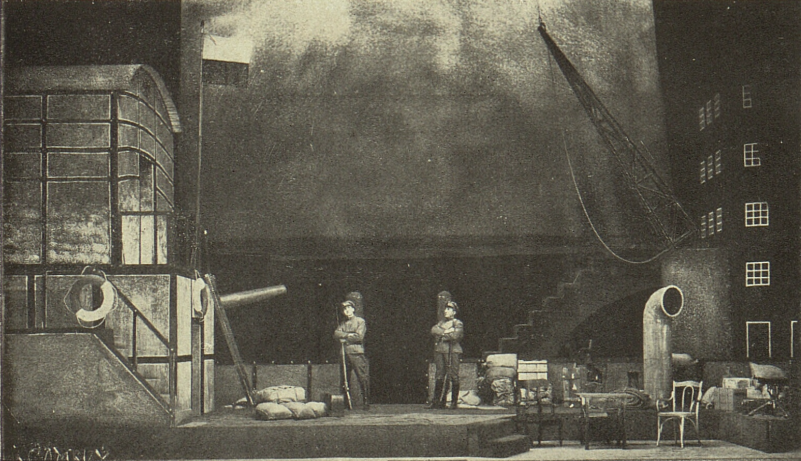
Premiéra dramatu R. Medka Plukovník Švec v Národním divadle v Praze 27. října 1928

Zkušenost z pobytu v Rusku byla v Československu příslušníky legií hojně reflektována formou vydaných vzpomínek či beletristických děl z kategorie tzv. legionářské literatury. Mezi legionáře-beletristy patřili např. František Langer, Václav Kaplický, Josef Kopta či Rudolf Medek. Vzniklo též několik dramat, jako např. Medkův Plukovník Švec z roku 1928.

### V populární kultuře
V závěru roku 2023 byla českým studiem počítačových her Ashborne Games zveřejněna hra s názvem Last Train Home (Poslední vlak domů), inspirovaná vlakovým putováním legionářů v Rusku ze západní části země do Vladivostoku.  V českém znění hry se objevují např. Karel Dobrý, Jan Šťastný a další.